# Nationalpark Bayerischer Wald
Der Nationalpark Bayerischer Wald ist ein Nationalpark im inneren Bayerischen Wald, direkt an der Grenze zu Tschechien. Er wurde am 7. Oktober 1970 als erster Nationalpark Deutschlands im Landkreis Freyung-Grafenau gegründet und 1997 auf fast die doppelte Fläche erweitert, hauptsächlich im Landkreis Regen. Im Oktober 2020 wurde vom Bayerischen Kabinett eine Erweiterung um circa 600 Hektar nahe Gemeinde Mauth auf dann rund 24.945 Hektar (249,9 km²) beschlossen und im Mai 2022 durch den Bayerischen Landtag einstimmig bestätigt.
Der Nationalpark gilt zusammen mit dem benachbarten Nationalpark Šumava (68.064 ha) als die größte zusammenhängende Waldschutzfläche Mitteleuropas.
Geschützt werden vor allem Bergmischwälder aus Tannen, Buchen und Fichten, Bergfichtenwälder, Aufichtenwälder in den Tälern, Hochmoore und einige Urwaldreste. Große Teile der Fläche wurden bis zur Nationalparkgründung forstwirtschaftlich genutzt. Als 1983 ein Sturm 30.000 Festmeter Holz zu Fall brachte, wurde beschlossen, in den Naturzonen nicht mehr in die natürliche Entwicklung einzugreifen. Es sollte ein „Urwald für unsere Kinder und Kindeskinder“ entstehen, so der damalige bayerische Forstminister Hans Eisenmann. Das Nationalparkmotto wurde fortan „Natur Natur sein lassen“. Als in den 1990er Jahren der Borkenkäfer große Waldflächen befiel, wurde ebenfalls nicht eingegriffen, so dass ein Teil der Hochlagenwälder flächig abstarb. Anwohner des Nationalparks diskutierten den Beschluss kontrovers, Bürgerbewegungen pro und contra Nationalpark formierten sich. Als Teil eines Kompromisses wurde beschlossen, den Borkenkäfer in Teilen des seit 1997 zum Nationalpark gehörenden Erweiterungsgebiets in einer Übergangszeit bis 2027 zu bekämpfen. Das gesteckte Ziel, dass bis dahin mindestens 75 Prozent des Nationalparks frei von menschlichen Eingriffen sein sollen, was der internationalen Vorgabe der IUCN für Nationalparks entspricht, konnte durch zwei Erweiterungen der Naturzone bereits im Jahr 2022 erreicht werden. Die Zertifizierung der International Union for Conservation of Nature (IUCN) als Schutzgebiet der Kategorie II folgte 2024. Die Zonierung des Nationalparks teilt sich aktuell (Stand: 2024) in eine Naturzone von 75,37 Prozent (18.828 Hektar), eine Managementzone von 22,68 Prozent (5.665 Hektar) und eine Erholungszone von 1,95 Prozent (486 Hektar) auf.
Zu den höchsten und bekanntesten Gipfeln des Nationalparks zählen der Große Rachel (1453 m), der Lusen (1373 m) und der Große Falkenstein (1315 m). Neben den Hochwäldern erstrecken sich dort auch ökologisch wertvolle Hochmoore mit Moorseen wie dem Latschensee und ehemalige Hochweiden („Schachten“).
Regelmäßig besuchen rund 1,3 Millionen Menschen pro Jahr (Stand: 2020) das Schutzgebiet. Damit ist der Nationalpark ein bedeutender Wirtschaftsfaktor in der Region des Bayerischen Walds. Er erzeugt eine Wertschöpfung von rund 26 Millionen Euro pro Jahr.

## Geographie
Der Nationalpark erstreckt sich entlang des Hauptkamms des Bayerischen Waldes von Bayerisch Eisenstein über den Großen Falkenstein (1315 m) im Nordwesten, den Großen Rachel (1453 m), den Lusen (1373 m) im Südosten bis nach Mauth.
Nach der Gliederung der Naturräumlichen Haupteinheiten Deutschlands gehört er zum Inneren Bayerischen Wald in der Gruppe Oberpfälzisch-Bayerischer Wald.
Der Nationalpark liegt im Osten Bayerns in den Landkreisen Regen und Freyung-Grafenau entlang der Grenze zu Tschechien und umfasst heute eine Fläche von 24.945 Hektar (Ur)Waldlandschaft im Mittelgebirge des Bayerischen Waldes. Er grenzt an die Gemeinden (von Nord nach Süd): Bayerisch Eisenstein, Lindberg, Frauenau, Spiegelau, Sankt Oswald-Riedlhütte, Neuschönau, Hohenau und Mauth. Teilweise befindet sich der Nationalpark auf dem Territorium der jeweiligen Gemeinden, teilweise handelt es sich auch um gemeindefreie Gebiete.
Im Nationalparkgebiet, besonders an den Rändern, befinden sich viele Enklaven:
- Zwieslerwaldhaus am Fuß des Großen Falkensteins, gehört zur Gemeinde Lindberg.
- Schleicher und Kreuzstraßl gehören zu Lindberg.
- Neuhütte und Jägerfleck bei Spiegelau
- Guglöd, gehört zu Sankt Oswald-Riedlhütte
- Waldhäuser am Lusen, gehört zu Neuschönau, größte Enklave des Nationalparks
- Altschönau, gehört zu Neuschönau.
- Sagwasser-Säge und Weidhütte, zusammenhängende funktionale Enklave, die zwar mit dem übrigen Land verbunden ist, aber nur über eine im Nationalpark liegende Straße erreicht werden kann, gehört zu Hohenau.
- Glashütte, gehört zu Hohenau.

Daneben existieren noch einige weitere Enklaven, die aber nur ein oder mehrere kleine Grundstücke umfassen. Diese zahlreichen Enklaven besonders im Altgebiet haben zur Folge, dass dort die Grenze sehr lang ist und die Randzone, in der Borkenkäferbekämpfung erlaubt ist, weit in das Innere des Parks hereinragt (genaueres dazu siehe unten).

## Geologie und Böden
Der Bayerische Wald bildet den Südwestrand des sehr alten Grundgebirgsareals der Böhmischen Masse. Sie bildet zusammen mit dem Schwarzwald und den Vogesen den Zentralbereich des mitteleuropäischen variszischen Gebirges. Ihre Auffaltung begann im Erdzeitalter Devon vor 416 Millionen Jahren, sie wurde aber in den folgenden Zeitaltern zu einem Mittelgebirge erodiert. Im Rahmen der Alpidischen Orogenese vor 100 Millionen Jahren (Erdzeitalter Kreide) wurde sie wieder angehoben.
Ausgangsgesteine sind daher Paragneise und Kristallgranite, die meistens tiefgründig verwittert sind. Die Flächen zwischen Bayerisch Eisenstein und dem Rachelsee bestehen aus Gneisen. In den gesamten Bereich sind einige Granitvorkommen eingestreut.
In den Eiszeiten (3 Millionen bis 13.000 Jahre vor heute) waren die Hochlagen der Berge vergletschert.
Entsprechend dieser Ausgangslage dominieren im Nationalparkgebiet stark saure Braunerden, Podsole und Podsol-Braunerden. In den steilen Hochlagen sind Braunerden kleinflächig mit Rohböden und Rankern vergesellschaftet.

## Klima
Der Bayerische Wald liegt an der Grenze zwischen dem maritim geprägten Klima Westeuropas und dem Kontinentalklima Osteuropas. Teilweise steht er noch unter dem Einfluss atlantischer Westwinde, teilweise dominieren hier bereits kontinentale Südostströmungen. Im Sommer liegt das Gebiet häufig an der Ostflanke westlicher Hochdruckgebiete. Am von Nordwesten nach Südosten reichenden Gebirgskamm stauen sich von Westen heranziehende Schlechtwetterfronten und feuchte Luft aus dem Mittelmeerraum. Dies führt zu Niederschlagsmaxima im Juli und Dezember/Januar. Im Winter liegt das Gebiet häufig unter dem Einfluss kontinentaler Hochdruckgebiete.
Das Klima des inneren Bayerischen Waldes ist also von kalten, schneereichen Wintern und kurzen, relativ warmen Sommern geprägt. In den Hochlagen kommen im Winter regelmäßig Schneehöhen von über einem Meter vor, in Extremfällen können sie drei bis vier Meter erreichen.

## Lebensraumtypen

### Zonale Vegetation
Im Nationalpark kann entsprechend der Höhenlage eine typische Zonierung der Wälder beobachtet werden:

#### Hochlagen

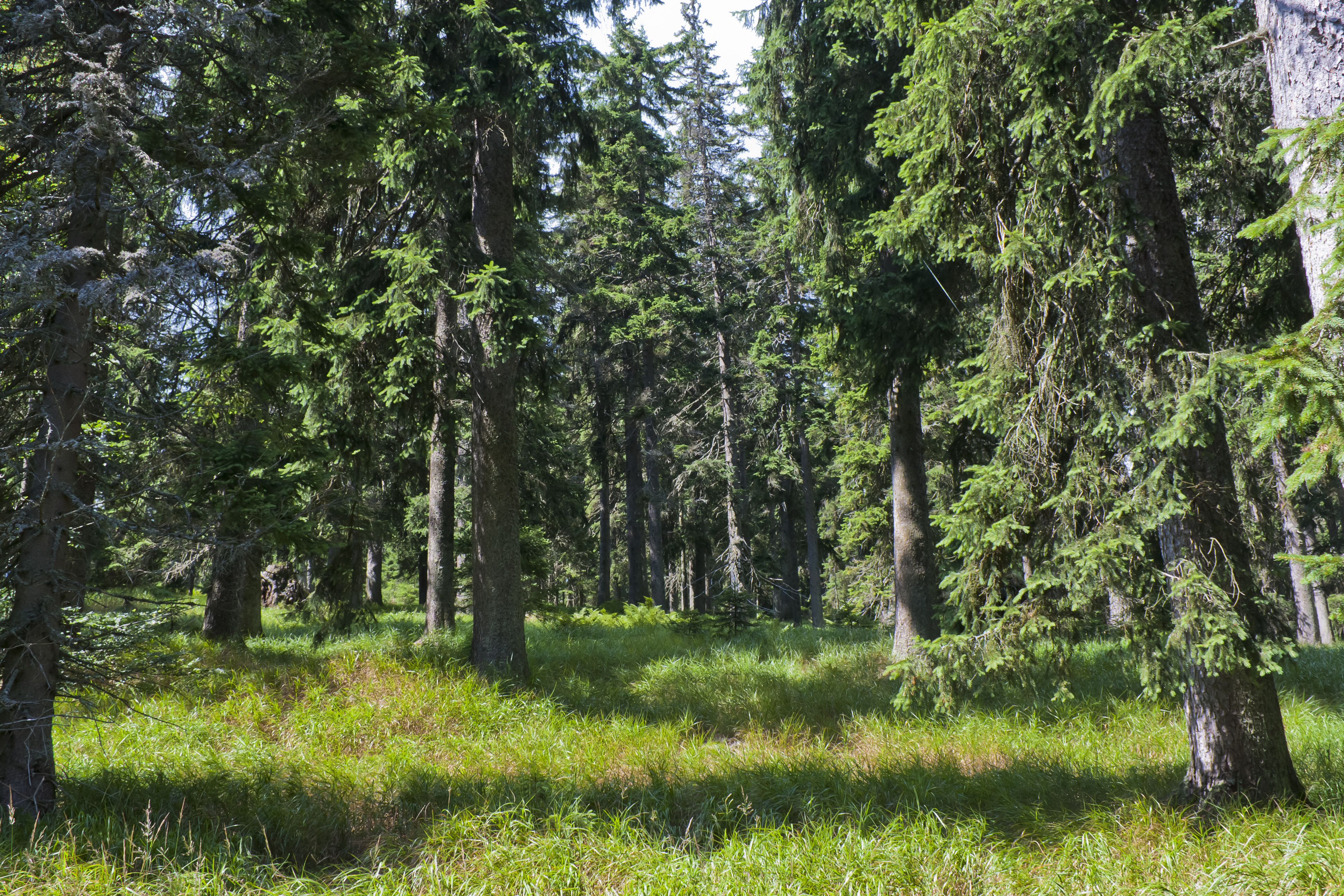
Bergfichtenwald mit Gemeiner Fichte (Picea abies)

Die Hochlagen oder Gipfelregionen, die je nach Standort zwischen 1050 und 1250 m ü. NHN beginnen, sind mit Jahresmitteltemperaturen von zwei bis fünf Grad Celsius am kältesten. Die Niederschläge erreichen 830 bis 2280 mm pro Jahr und die Schneebedeckung kann sieben bis acht Monate dauern. Die typische Waldgesellschaft der Hochlagen ist der Bergfichtenwald (Calamagrosti villosae-Picetum barbilophozitosum). Es kommt hier fast ausschließlich die Gemeine Fichte (Picea abies) vor. In geringem Umfang eingestreut ist die Vogelbeere (Sorbus aucuparia) und der Bergahorn (Acer pseudoplatanus). Die Untergrenze der Hochlagenwälder wird durch die Verbreitungsgrenze der Rotbuche (Fagus sylvatica) definiert.
- Arten der Kraut- und Strauchschicht (Auswahl)

Heidelbeere (Vaccinium myrtillus), Siebenstern (Trientalis europaea), Frauenfarn (Athyrium filix-femina), Pannonischer Enzian (Gentiana pannonica), Wald-Reitgras (Calamagrostis arundinacea), Blauer Eisenhut (Aconitum napellus), Flechten.

#### Hanglagen

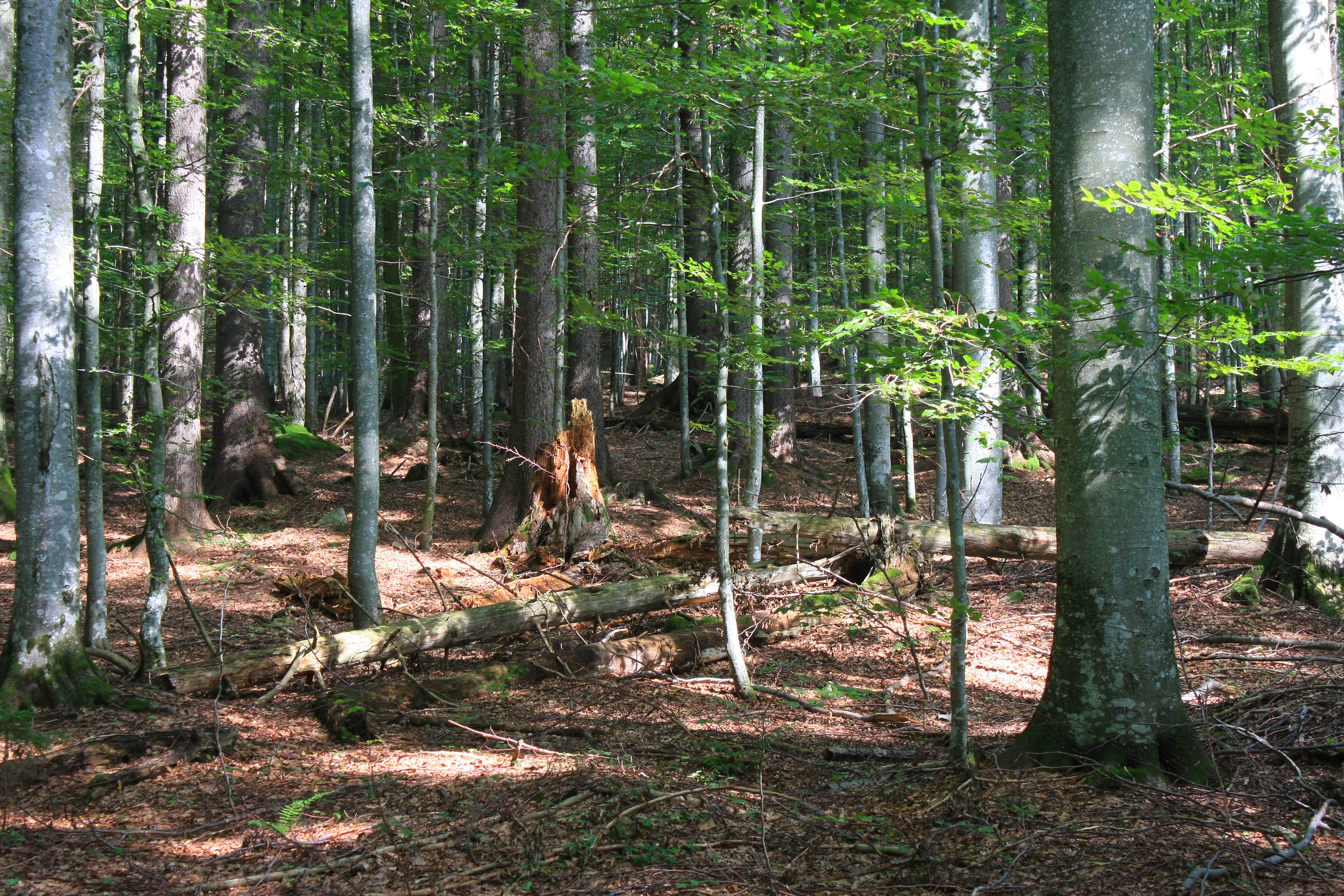
Bergmischwald mit Buche und Fichte

Die Hanglagen zwischen 700 und 1150 m über NHN sind mit Jahresmitteltemperaturen von 4,4 bis 7,2 Grad Celsius die klimatisch günstigsten Regionen des Nationalparks. Der Jahresniederschlag beträgt zwischen 830 und 1820 mm, die Schneebedeckung dauert nur vier bis fünf Monate. Wegen der günstigen klimatischen Verhältnisse wächst dort Bergmischwald, der ohne Einfluss des Menschen zu je einem Drittel aus Rotbuche (Fagus sylvatica), Weißtanne (Abies alba) und Gemeiner Fichte (Picea abies) bestehen würde. In der Liste der natürlichen Waldgesellschaften wird der Bergmischwald in Dornfarn-Tannen-Buchenwald (Luzulo luzoloides-Fagetum) auf den ärmeren und Waldmeister-Buchenwald (Galio odorati-Fagetum) auf den reicheren Standorten unterteilt.
Durch die Forstwirtschaft wurde die Weißtanne ab 1850 in den Bergmischwäldern wegen ihrer langsamen Wuchsgeschwindigkeit zugunsten der Buche und insbesondere der Gemeinen Fichte zurückgedrängt. Des Weiteren wurde sie auch durch Wildverbiss massiv beeinträchtigt. Neuartige Waldschäden („Waldsterben“) führten zwischen 1960 und 1990 ebenfalls zu einem massiven Ausfall von Tannen. Gegenwärtig ist diese Baumart deshalb mit weniger als fünf Prozent am Waldaufbau beteiligt. Ihr Anteil an der Verjüngung beträgt jedoch bereits wieder neun Prozent, sodass sie in Zukunft eine größere Rolle spielen wird.
Die Tanne verjüngt sich allerdings in offenen Freiflächen wie den Borkenkäferflächen schlecht. Hier ist sie der Gefahr von Strahlungsfrösten ausgesetzt und wird besonders von der Fichte, aber auch der Buche im Wachstum abgehängt. Sie ist auf das ausgeglichene Klima im Waldinnern angewiesen. Dort kann sie mehrere Jahrhunderte im Unter- und Zwischenstand ausharren, um dann bei Lichtzufuhr beispielsweise durch Absterben eines Altbaumes schnell in die Oberschicht einwachsen zu können. Voraussetzung hierfür wäre eine ungestörte Waldentwicklung und größere Bestände, die sich im Zerfallsstadium befinden.
Tannen können bis zu 600 Jahre alt werden und leben damit doppelt so lang wie Buche und Fichte. Sie wachsen allerdings deutlich langsamer, können aber über 60 m hoch werden. Ein hoher Tannenbestand ist deshalb die Voraussetzung für den aus ökologischen Gründen gewünschten mehrstufigen Bestandsaufbau im Bergmischwald.
Da aufgrund der intensiven Forstwirtschaft von 1850 bis 1970 die meisten alten Bestände zerstört wurden, dürfte es noch mehrere Baumgenerationen und demnach Jahrhunderte ungestörter Waldentwicklung dauern, bis auch nur der Stand von 1850 wieder erreicht ist.
- Arten der Kraut und Strauchschicht (Auswahl)

Himbeere (Rubus idaeus), Fuchssches Greiskraut (Senecio ovatus), Breitblättriger Dornfarn (Dryopteris dilatata), Echter Wurmfarn (Dryopteris filix-mas), Rippenfarn (Blechnum spicant), Schmalblättriges Weidenröschen (Epilobium angustifolium), Alpen-Milchlattich (Cicerbita alpina), Türkenbund (Lilium martagon) , Mondviole (Lunaria), Ähriges Christophskraut (Actaea spicata L.), Hasenlattich (Prenanthes purpurea), Roter Holunder (Sambucus racemosa).

#### Tallagen

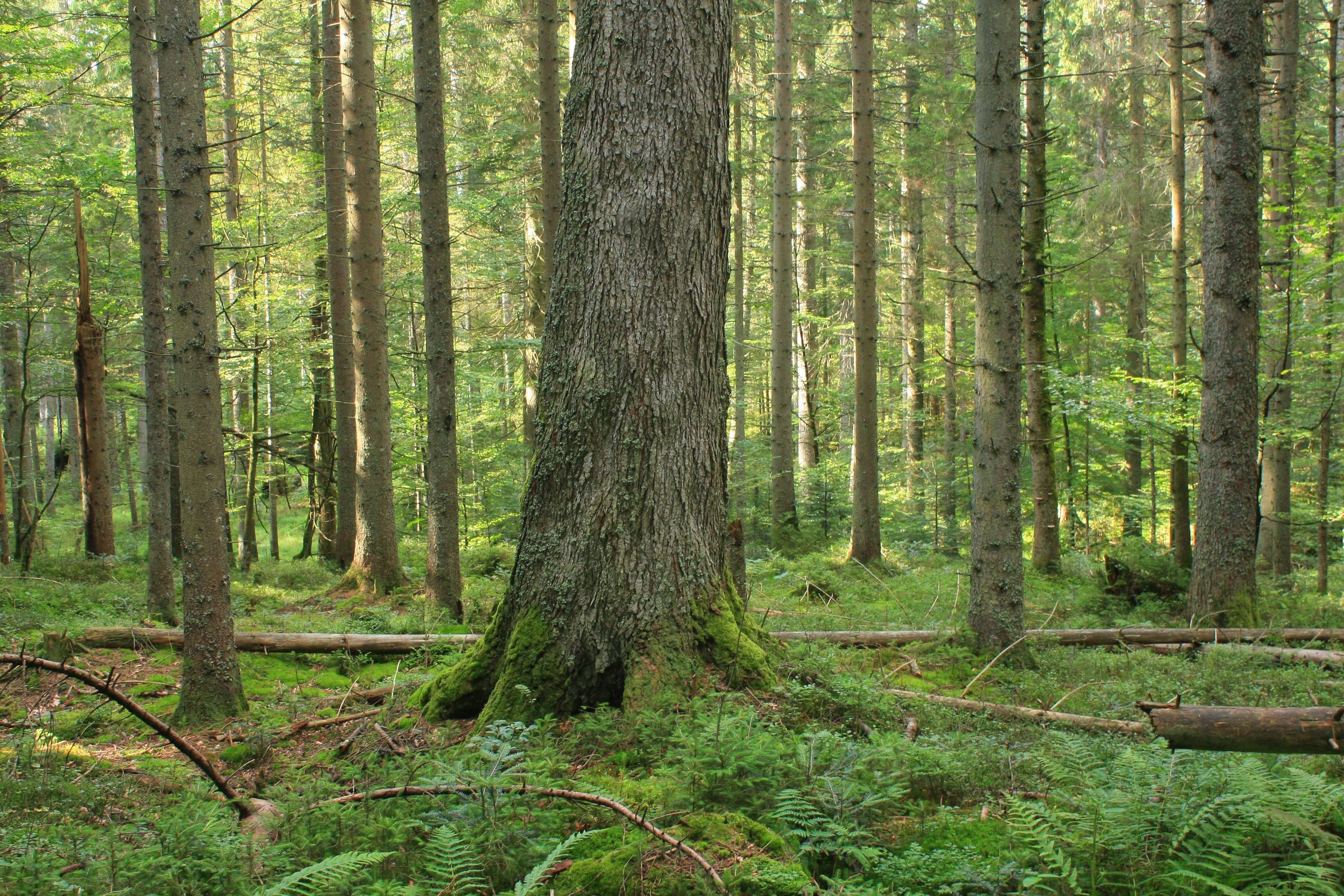
Aufichtenwald beim Zwieslerwaldhaus

Die Tallagen befinden sich zwischen 600 und 800 m Höhe über NHN. In ihnen staut sich die aus den höheren Lagen abfließende Luft, so dass sich dort häufig Kaltluftseen bilden. Die jährlichen Niederschläge liegen bei 1030 bis 1630 mm, die durchschnittlichen Jahrestemperaturen bei 3,7 bis 6,5 Grad Celsius und die Schneebedeckung hält zwischen 5 und 6 Monaten an. Insbesondere das häufige Auftreten von Früh- und Spätfrösten und großflächige Nassböden führen dazu, dass sich dort die Buche und andere wärmeliebende Laubbäume nicht halten können. Die dominierende Waldgesellschaft ist der Aufichtenwald (Calamagrosti villosae-Picetum bazzanietosum), in dem die Fichte die vorherrschende Baumart ist. Auf etwas trockeneren Lagen kommt Hainsimsen-Fichten-Tannewald vor, wo unter natürlichen Bedingungen je zu 50 % Fichten und Weißtannen wachsen würden. Nebenbaumarten in den Tälern sind Sandbirke (Betula pendula), Moorbirke (Betula pubescens), Eberesche (Sorbus aucuparia), Schwarzerle (Alnus glutinosa), Grau- oder Weiß-Erle (Alnus incana), diverse Weidenarten (Salix), Waldkiefer (Pinus sylvestris) und Bergkiefer (Pinus mugo)
- Arten der Kraut- und Strauchschicht (Auswahl)

Heidelbeere (Vaccinium myrtillus), Wald-Reitgras (Calamagrostis arundinacea), Farne, Moose

### Azonale Vegetation
Neben den nach Höhenlagen gestaffelten Wäldern kommen an Sonderstandorten auch noch andere Vegetationsgesellschaften vor:

#### Schluchtwälder

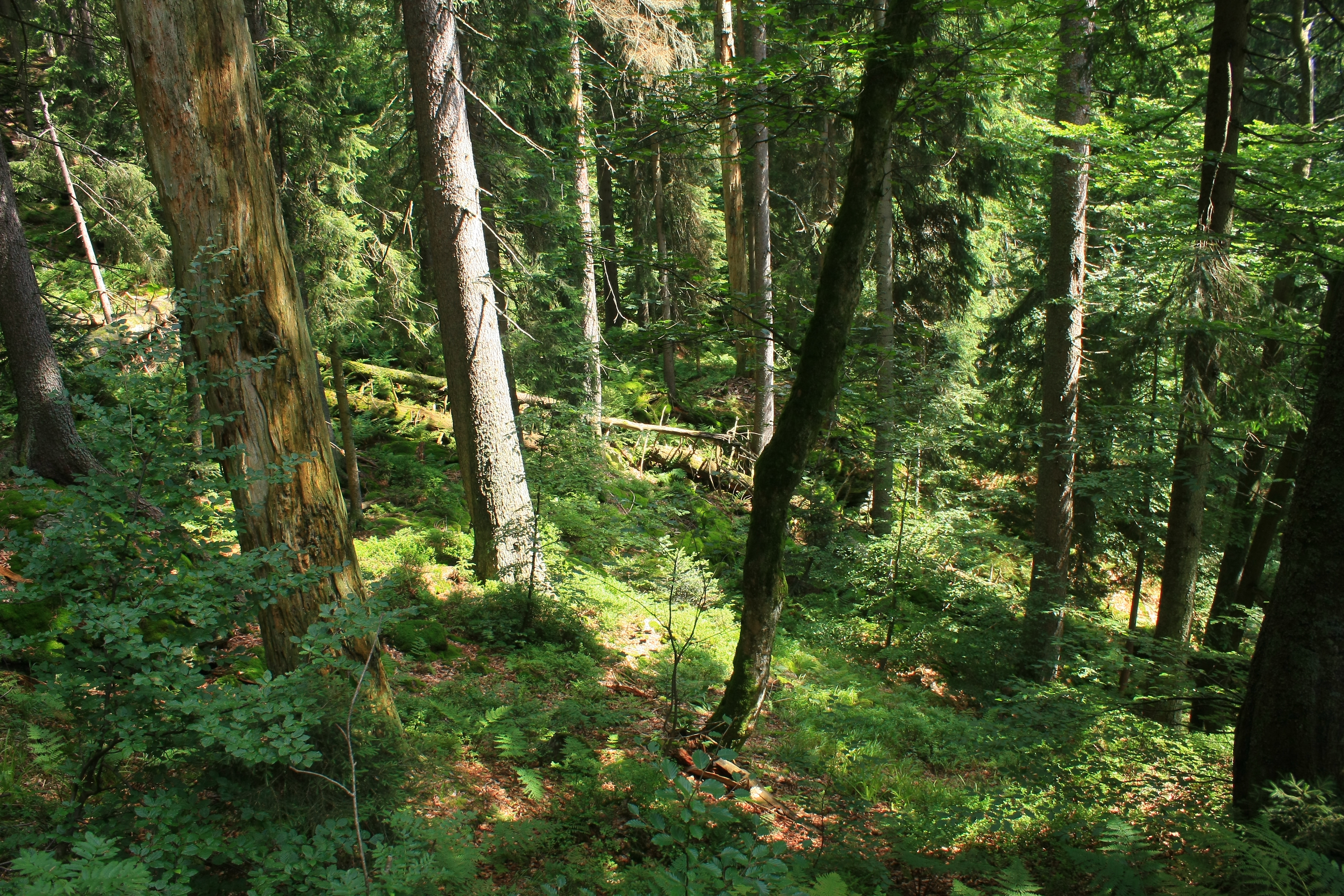
Höllbachgspreng

In tiefen Schluchten wie dem Höllbachgspreng befinden sich Schluchtwälder, wo neben Fichte, Buche und Tanne auch zahlreiche Edellaubbäume vorkommen, darunter Bergahorn (Acer pseudoplatanus), Spitzahorn (Acer plantanoides), Bergulme (Ulmus glabra), Gemeine Esche (Fraxinus excelsior), Sommerlinde (Tilia platyphyllos), Winterlinde (Tilia cordata), Vogelkirsche (Prunus avium) sowie die Eibe (Taxus baccata).

#### Hochmoore

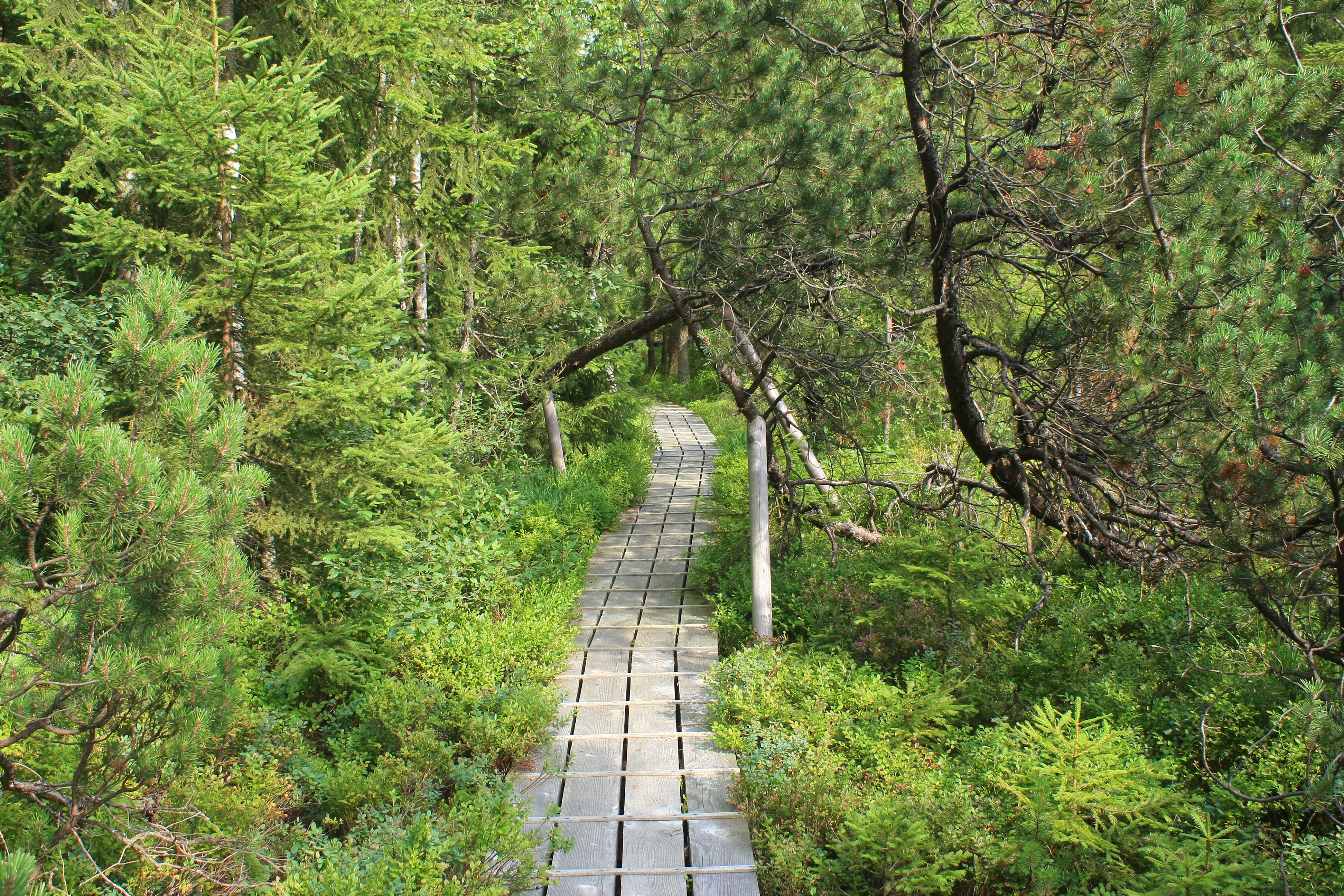
Großer Filz

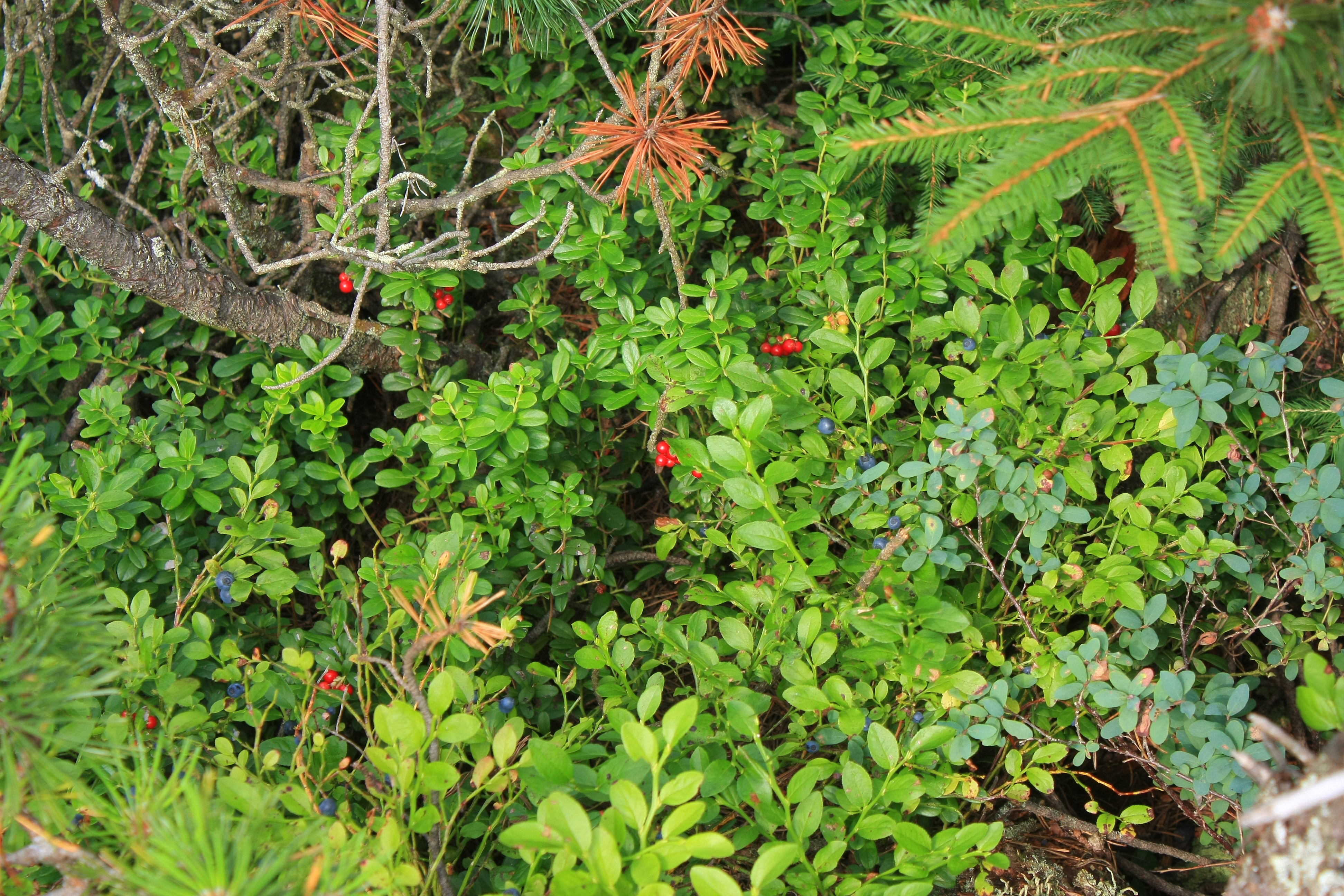
Großer Filz

Unter feucht-kalten Bedingungen haben sich sowohl in den durch Kaltluft beeinträchtigten Talkesseln als auch in einigen Plateau- und Sattellagen große Mengen an unverrottetem Pflanzenmaterial angesammelt, das aufgrund der kurzen Vegetationszeiten nicht vollständig abgebaut werden konnte. Im Laufe der Jahrhunderte bildeten sich meterhohe Torfschichten, die sich immer mehr vom Grund- und Oberflächenwasser isolierten. Die Wasserversorgung kann in diesen Hochmooren ausschließlich durch das sehr nährstoffarme Regenwasser erfolgen. Unter diesen Bedingungen können nur sehr wenige, an diese Bedingungen gut angepasste Pflanzen überleben, v. a. Torfmoose (Sphagnum).
Pflanzenarten in einem typischen Hochmoor des Bayerischen Waldes:
- Randlagg oder Randgehänge: Fichtenmoorwald (Picea abies) mit Heidelbeeren (Vaccinium myrtillus), weiter innen liegende Bereiche: Berg-Kiefernwald (Pinus mugo) mit Moorbirke (Betula pubescens), Sandbirke (Betula pendula), Waldkiefer (Pinus sylvestris), Eberesche (Sorbus aucuparia), Faulbaum (Frangula alnus), Heidelbeere (Vaccinium myrtillus), Preiselbeere (Vaccinium vitis-idaea), Rauschbeere (Vaccinium uliginosum), Wollgräser (Eriophorum), Besenheide (Calluna vulgaris), Rosmarinheide (Andromeda polifolia), Sumpf-Greiskraut (Senecio paludosus), Sumpf-Läusekraut (Pedicularis palustris), Sumpfporst (Rhododendron tomentosum).
- Moorweite: Vor allem Torfmoose (Sphagnum), Sonnentau (Drosera), Gewöhnliche Moosbeere (Vaccinium oxycoccos), Rauschbeere (Vaccinium uliginosum), Moorbirke (Betula pubescens), Bergkiefer (Pinus mugo, häufig Krüppelwuchs), Zwerg-Birke (Betula nana).

Viele Moore wurden in den vergangenen Jahrhunderten entwässert und es wurde Torf abgebaut. Nach Unterschutzstellung bemüht sich die Nationalparkverwaltung um eine Renaturierung und Wiedervernässung dieser wertvollen Lebensräume, allerdings mit unterschiedlichem Erfolg.
→ Siehe auch: Hochmoor

### Baumartenzusammensetzung
In der Waldinventur 2002/03 wurde folgende Baumartenzusammensetzung in der Oberschicht festgestellt. Deutlich wird, dass die Fichte gegenüber der potentiellen natürlichen Vegetation erheblich häufiger vertreten ist, während die Tanne fast ganz fehlt.
| Höhenstufe/Baumart | Tanne | Buche | Fichte | Sonstige Laubbäume |
| ------------------ | ----- | ----- | ------ | ------------------ |
| Hochlagen          | 0 %   | 0 %   | 90 %   | 10 %               |
| Hanglagen          | 3 %   | 34 %  | 58 %   | 5 %                |
| Tallagen           | 5 %   | 6 %   | 83 %   | 6 %                |

## Fauna und Flora
Der Nationalpark Bayerischer Wald führt eine zielstrebige Artenerfassung durch. Aktuell sind über 13.700 Arten im Gebiet des Schutzgebiets nachgewiesen. Das entspricht knapp 20 Prozent der in Deutschland nachgewiesenen Arten.

### Säugetiere

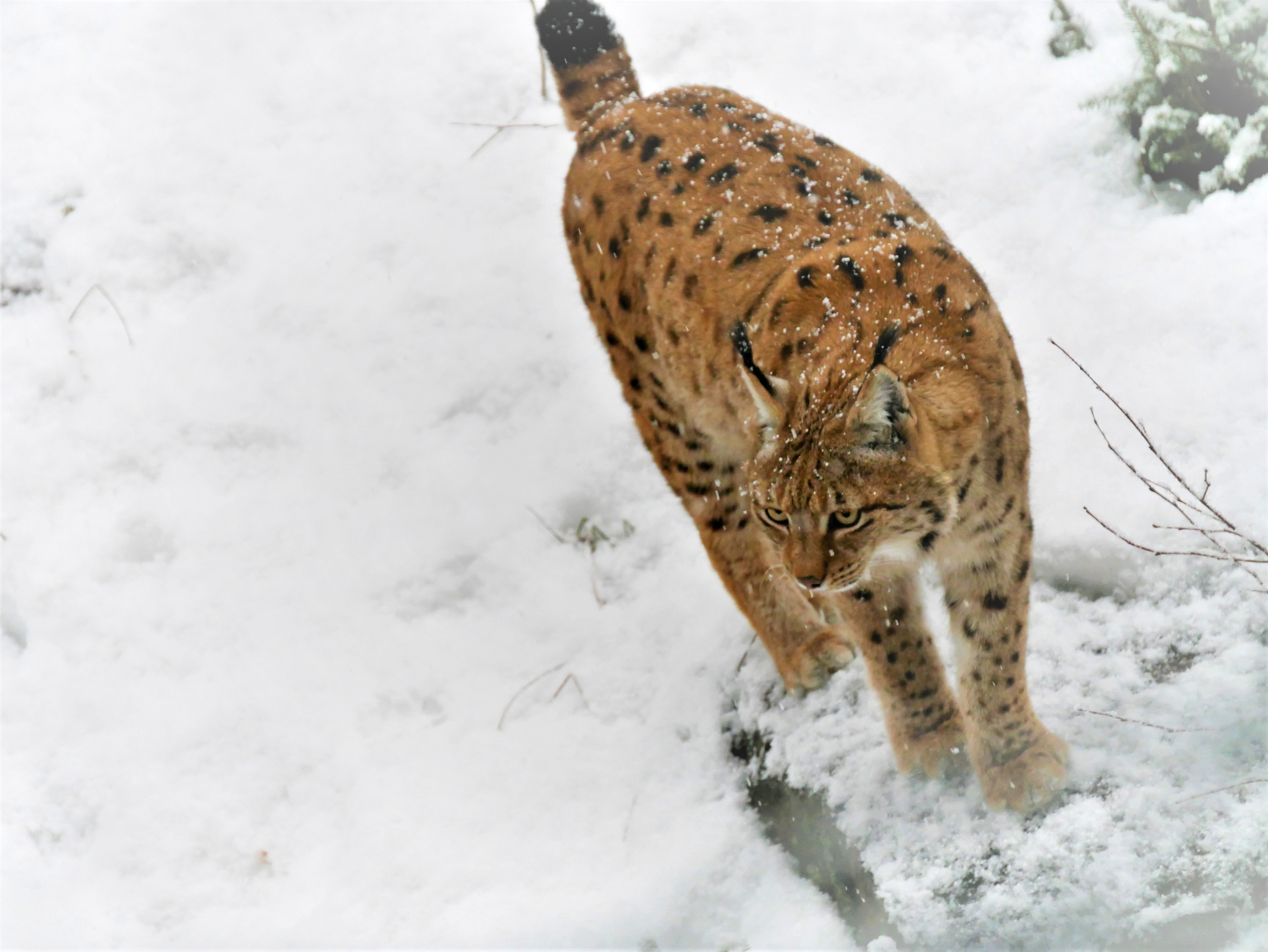
Luchs

Im Nationalpark konnten sich viele seltene Tierarten erhalten beziehungsweise wurden dort wieder angesiedelt. Darunter befinden sich seltene Arten wie der Luchs (Lynx lynx), Europäische Wildkatze (Felis silvestris), Biber (Castor fiber), Fischotter (Lutra lutra), Mopsfledermaus (Barbastella barbastellus), Bechsteinfledermaus (Myotis bechsteini), Großes Mausohr (Myotis myotis), genauso wie andere typische Bewohner des Bayerischen Waldes. Dazu zählen unter anderem die Rothirsche, von denen rund zwei Drittel den Winter allerdings in einem Gatter verbringen, weil man allzu große Verbissschäden in den vorgelagerten Privatwäldern vermeiden will. Sogar Elche sind anzutreffen, die vom Stausee Lipno in Tschechien herüberkommen.
Die letzten freilebenden Luchse wurden im Bayerischen Wald um 1850 ausgerottet. In den 1970er Jahren wurden im Gebiet des Nationalparks fünf bis zehn Luchse ausgesetzt, in den 1980er Jahren in der damaligen ČSSR im Böhmerwald (Šumava) 17 Tiere. Zunächst stieg die Luchspopulation stark an (auf geschätzt 70 bis 100 Tiere). Im Zeitraum 1995 bis 2008 wurde die Luchspopulation deutlich kleiner. Es gab illegale Abschüsse auf tschechischer Seite und auch auf der bayerischen Seite. Um die Gründe für diese Entwicklung näher zu beleuchten und die Ökologie der Art zu erforschen, wurden mehrere Projekte zu den Räuber-Beute-Beziehungen und zum Schutz der Luchspopulation durchgeführt. Im Rahmen der Projekte gelang es schließlich, ein grenzüberschreitendes Monitoringaufzubauen, das seit 2009 in Zusammenarbeit der beiden Nachbarnationalparke Bayerischer Wald und Šumava jährlich durchgeführt wird.
Braunbären (Ursus arctos) kommen freilebend im Nationalpark seit dem 19. Jahrhundert nicht mehr vor.
2015 wurde mittels einer Fotofalle erstmals ein Wolf im Nationalpark nachgewiesen. Im Sommer 2017 dokumentierte eine automatisch auslösende Videokamera vier Jungtiere. Es war der erste Wolfsnachwuchs in Bayern seit über 150 Jahren. Die Elterntiere – eine Wölfin, die aus Polen eingewandert ist, und ein Wolf, der aus der italienischen Population stammt – hatten sich 2016 in der Region gefunden und damit eine Verbindung zwischen der zentraleuropäischen und der alpinen Wolfspopulation hergestellt. In den Folgejahren etablierte sich aus dem ersten nachwuchsführenden Wolfsrudel eine sich positiv entwickelnde Population in der Region, die sich schwerpunktmäßig in den beiden Nationalparks Bayerischer Wald und Šumava ansiedelte. Im kompletten, grenzüberschreitend betrachteten Böhmerwald lebten mehrere Rudel, wobei sich der Großteil der Population auf tschechischer Seite aufhält. Seit der Anwesenheit des Wolfes haben vor allem die Verwaltungen der beiden Nationalparke Bayerischer Wald und Šumava ein intensives Monitoring der Wölfe in der Region etabliert. Auch der Einfluss der Wölfe auf Rothirschbestände wird wissenschaftlich untersucht. Generell werden alle Wolfsbeobachtungen dokumentiert, um gegebenenfalls problematisches Verhalten von Wölfen frühzeitig zu erkennen.

#### Das Rotwild im Nationalpark
Der Mangel an großen Prädatoren macht es erforderlich, den Bestand von Rothirschen (Cervus elaphus) und Wildschweinen (Sus scrofa) durch die Jagd zu regulieren, um die Verbissbelastung von Waldbäumen, insbesondere der Weißtanne, einigermaßen unter Kontrolle zu halten. Rund zwei Drittel der Rothirsche werden im Winterhalbjahr in vier Wintergattern gehalten, die von nicht zugänglichen Wildschutzgebieten umgeben sind. Dort, aber auch an anderen Stellen durch Ansitzjagd werden einzelne Exemplare erlegt, auch um erhöhte Schäden in den umliegenden Privatwäldern zu vermeiden. Das Rotwild ist, wohl wegen des Jagddrucks, nach wie vor scheu und nachtaktiv. Naturschutzverbände und die Nationalparkleitung haben (Stand 2004) nach Alternativen gesucht.
Nach Vorstellungen der Nationalparkverwaltung sollen sich die Rothirsche im Winter in den niedriger liegenden Wirtschaftswäldern aufhalten. Wintergatter wären dann verzichtbar. Der Vorschlag scheiterte aber am Widerstand der jagdlichen Funktionsträger und der Grundeigentümer. Jagdliche Eingriffe finden jedoch nur im Randbereich des Nationalparks statt, 75 Prozent der Fläche sind jagdfrei.

### Vögel
Viele seltene Vogelarten leben im Nationalpark: Auerhuhn (Tetrao urogallus), Haselhuhn (Bonasa bonasia), Wanderfalke (Falco peregrinus), Wespenbussard (Pernis apivorus), Schwarzstorch (Ciconia nigra) und Sperlingskauz (Glaucidium passerinum).
Der Bestand des inzwischen sehr seltenen Auerhuhns ging seit 1945 beständig zurück. Damals wurden noch 250 Vögel gezählt, 1984 nur noch 16. Zwischen 1982 und 2000 wurden 534 Auerhühner ausgewildert. Mittlerweile hat sich der Bestand der Waldvögel wieder einigermaßen stabilisiert. Das liegt vor allem an konsequenten Schutzmaßnahmen – auch auf tschechischer Seite der grenzüberschreitenden Nationalparkregion. Ein während des Winters 2016/17 durchgeführtes Monitoring ergab eine Populationsgröße von etwas über 600 Tieren auf beiden Seiten der Grenze. Von rund 867 Individuen kann nach dem letzten Monitoring im Winter 2022/2023 ausgegangen werden. Der Schwerpunkt des Vorkommens liegt in den Nationalparks Bayerischer Wald und Šumava. Größere Vorkommen gibt es aber auch in den Hochlagen der Berge Dreisessel und Großer Arber.

### Insekten
Im Nationalpark sind bisher über 1.600 Käfer-Arten nachgewiesen, darunter 16 „Urwaldreliktarten“, sehr seltene Insekten wie der Zottenbock (Tragosoma depsarium), die nur in naturnahen und totholzreichen Wäldern vorkommen. Auch der seit 1906 verschollene Flachkäfer Peltis grossa konnte inzwischen wiederentdeckt werden.

### Pflanzen
Seltene und von Aussterben bedrohte Pflanzenarten, die im Nationalpark vorkommen, sind: Pannonischer Enzian (Gentiana pannonica), Berg-Soldanelle (Soldanella montana), Blauer Tarant (Swertia perennis), Wald-Hainsimse (Luzula sylvatica), Vielteilige Mondraute (Botrychium multifidum), Grünes Koboldmoos (Buxbaumia viridis) und Grünes Besenmoos (Dicranum viride).
40 % der in Deutschland vorkommenden Moose sind im Nationalpark Bayerischer Wald verbreitet.

### Pilze
Im Nationalpark sind über 2000 Pilzarten nachgewiesen.
Vier besonders spezielle Pilzvertreter der Region sind:
Rotrand-Porling: Dieser Baumpilz ist nahezu omnipräsent. Er lebt in der Region vor allem an Fichten, aber auch an Buchen, Tannen und anderen Laubhölzern. Der Porling profitiert stark vom hohen Vorkommen alter und toter Baumstämme. Außerdem ist die Art systemrelevant: Viele weitere Pilzgemeinschaften besiedeln nur Holz, das vorher bereits vom Rotrand-Porling genutzt wurde.
Zitronengelbe Tramete: Zu den Folgearten des Rotrand-Porlings zählt die Zitronengelbe Tramete, ein echter Urwaldpilz. Lange Zeit war diese extrem seltene Art deutschlandweit nur im Nationalpark Bayerischer Wald zu finden. Mittlerweile gibt es auch belegte Funde im Nationalpark Schwarzwald. Im Bayerwald ist dank des großflächigen Prozessschutzes wieder eine Ausbreitung der Zitronengelben Tramete zu beobachten.
Rosenduft-Feuerschwamm: Ein Pilz, der intensiv nach Rosen duftet und der seine flachen Fruchtkörper nur an mächtigen abgestorbenen Tannenstämmen bildet. Für das deutschlandweit einmalige Vorkommen trägt der Nationalpark eine globale Verantwortung. Auf der ganzen Welt ist der Rosenduft-Feuerschwamm (Phellinidium pouzarii) nur an sechs weiteren Orten nachgewiesen. 
Bleicher Schüppling: Der recht fotogene Pilz braucht alte, traditionsreiche Wälder als Lebensraum. Er siedelt nämlich nur an mächtigem Buchen- oder Fichtentotholz. Im Nationalpark Bayerischer Wald gibt es das einzige stabile Vorkommen dieser Zeigerart für naturnahe Wälder in ganz Deutschland.

## Wald- und Naturschutzgeschichte

### Ältere Waldgeschichte
In der Periode der älteren Dryas (11.490-11.400 v. Chr.) waren die Berge des Bayerischen Waldes, soweit nicht vergletschert, von Tundrenvegetation bedeckt. Erst gegen Ende dieser Periode zeigen Pollenanalysen das Aufkommen einer Strauchvegetation aus Wacholder (Juniperus) und niedrigen Weidenarten (Salix).
Im Alleröd-Interstadial (11.400-10.730 v. Chr.) dominierte lichter Birken- (Betula) und Kiefernwald (Pinus), der im Laufe der Zeit dichter wurde. Krautvegetation ging zurück.
In der Jüngeren Dryas (10.730–9700 v. Chr.) kam es zur Neuentfaltung spätglazialer Krautfluren unter einem schütteren Kiefernwald mit eingestreuten Birken und Wacholdern.
Im Präboreal (9700–8690 v. Chr.) zeigen Pollenanalysen einen geschlossenen Kiefernwald mit Birken und Pappeln (Populus). Es kam zu einer Massenausbreitung der Haselnuss (Corylus avellana). Die lichtbedürftige Krautvegetation und die Wacholder gingen zurück. In dieser Epoche ist eine langsame Einwanderung von Gemeiner Fichte (Picea abies), Ulmen (Ulmus), Eichen (Quercus) und Erlen (Alnus) festzustellen. Sie hatten zunächst nur einen geringen Anteil am Waldaufbau.
Im Boreal (8690–7270 v. Chr.) wurden die Kiefern- und Birkenwälder in tieferen Lagen durch Eichenmischwald aus Eiche, Ulme, Linde (Tillia), Haselnuss und in den Hochlagen durch Fichtenwälder zurückgedrängt. In der Mitte des Boreals erreichte die Haselnuss-Ausbreitung ihren Höhepunkt, danach ging dieser Strauch ständig zurück. In den Flussauen der Tallagen breiteten sich großflächig die Erlen aus.

### Atlantikum
Das feuchte und warme Atlantikum (7270–3710 v. Chr.) bildet das holozäne Klimaoptimum.
In den nun dicht geschlossenen Wäldern der Tal- und Hanglagen überwogen Eichenmischwälder aus Eiche, Linde, Ulme und Esche (Fraxinus). Kiefer und Birke gingen zurück. Die Haselnuss hatte noch einen bedeutenden Anteil am Waldaufbau, ging aber im Laufe des Atlantikums ebenfalls ständig zurück. Oberhalb von 900 Metern wurde der Eichenmischwald durch die Fichte zurückgedrängt.
In der zweiten Hälfte des Atlantikums wanderte die Rotbuche (Fagus sylvatica) ein und verdrängte den Eichenmischwald, besonders Linde und Ulme. Das Blätterdach war jetzt so dicht geschlossen, dass die Krautvegetation nochmals zurückging. Im Bayerischen Wald dominierten Buchen- und Fichtenwälder, oberhalb von 1050 Metern fast reine Fichtenwälder. In diese Zeit fiel ein erstes sporadisches Auftreten der Weißtanne (Abies alba). Jetzt tauchten auch wärmeliebende Sträucher und Bäume auf wie Holunder (Sambucus), Efeu (Hedera helix), Misteln (Viscum) und die Europäische Eibe (Taxus baccata).
Pollenanalysen zeigen, dass sich in der warmen und feuchten Periode des späten Atlantikums die Tanne im Bayerischen Wald auf Kosten der Fichte ausbreitete, während sich der Anteil der Buche nicht veränderte. Im Unterschied zur gegenwärtigen Periode existierten in den Hochlagen dichte Fichten-Tannen-Buchenwälder, wobei die Rotbuche merklich, die Tanne nur geringfügig gegenüber den Verhältnissen in den tieferen Lagen zurücktrat.
In den Hang- und Tallagen gab es Buchen-Tannenwälder ohne Fichten. Letztere Baumart wurde auf extrem nasse und arme Böden in den Tälern zurückgedrängt. Ulme, Linde, Esche, Haselnuss und Ahorn wuchsen nur noch auf speziellen Standorten wie Schluchten. Eichen waren nur noch unter 500 Meter Höhe anzutreffen. Relativ hohe Anteile an Kiefernpollen zeigen, dass es damals als Eiszeitrelikt in den höchsten Lagen wohl deutlich umfangreichere Latschengebüsche (Pinus mugo) als heute gab. Erstmals tauchte auch die Hainbuche (Carpinus betulus) im Bayerischen Wald auf. Sie hatte aber immer nur einen sehr geringen Anteil am Waldaufbau.

### Nachwärmezeit
In der Nachwärmezeit, dem Subboreal (3750-450 v. Chr.), verschlechterte sich das Klima, es wurde kälter und trockener (kontinentaler). Die Gemeine Fichte (Picea abies) breitete sich jetzt stärker auf Kosten der Buche und Tanne aus.
Noch zu Beginn des Subatlantikums (450 v. Chr. bis heute) hatte die Tanne in allen Höhenlagen einen größeren Anteil als 1850, dem Beginn der modernen Forstwirtschaft. Dies zeigt folgende Tabelle:
| Höhenlage/Baumart | Tanne | Buche | Fichte |
| ----------------- | ----- | ----- | ------ |
| Hochlagen         | 30 %  | 30 %  | 40 %   |
| Hanglagen         | 40 %  | 40 %  | 20 %   |
| Tallagen          | 40 %  | 50 %  | 10 %   |

In den folgenden Jahrhunderten ging der Tannen- und Buchenanteil langsam zugunsten der Fichte zurück. Besonders seit der Kleinen Eiszeit um 1300 bildete sich die rezente, im Kapitel Ökologie beschriebene Baumartenverteilung heraus.
Ursachen der beschriebenen Baumartenabfolge waren einerseits Klimaveränderungen. Eine bedeutende Rolle spielte aber auch die sukzessive Einwanderung unterschiedlicher Baumarten. Klimatische Bedingungen erlaubten das Wachstum einer größeren Anzahl von Baumarten. Unter diesen setzten sich die konkurrenzstärksten durch. Im Bayerischen Wald waren das die Tanne, Buche und Fichte, während andere Arten wie die Eiche, die auch in diesem Gebiet wachsen könnten, verdrängt wurden.

### Herkynischer Wald
Um die Zeitenwende lebten zwar in Niederbayern an der Donau keltische Bevölkerungsgruppen, aber der Bayerische Wald, von den Römern als Herkynischer Wald bezeichnet, war eine vollständig menschenleere Waldwildnis.
Dies zeigen auch Pollenanalysen. Seit dem Subboreal kommen zwar in den Mooren Pollen des Siedlungszeigers Spitzwegerich (Plantago lanceolata) vor, aber keinerlei Getreidepollen. Erstere sind wohl über 50 km von der seit langem besiedelten Donauebene herangeweht worden. Getreidepollen fliegen dagegen nicht so weit. Sie konnten erst in mittelalterlichen Horizonten nachgewiesen werden.

### Nordwald
Im Mittelalter begann – von der Donau aus nach Osten vordringend – die Rodung und Urbarmachung des jetzt Nordwald genannten äußeren und inneren Bayerischen Waldes durch christliche Mönche. Es entstanden die Klöster Niederaltaich im Jahr 741, Rinchnach 1011, Gotteszell 1286 und St. Oswald 1396. Weitere Rodungen entstanden an den Handelswegen nach Böhmen. Es wurden einige Dörfer gegründet mit der für die Händler notwendigen Infrastruktur wie Wirtshäuser, Sattlereien und Hufschmieden. „Diese erste Siedlungstätigkeit hatte zwar Rodungsinseln im Waldmeer geschaffen, aber die Substanz des Waldes nicht verändert.“ Durch den Bedarf an Brenn- und Bauholz wurden die riesigen Holzvorräte selbst in der Nähe der wenigen menschlichen Siedlungen bei weitem nicht vollständig genutzt.

### Glashüttenwald
Im 13. Jahrhundert siedelten die Bayerischen Herzöge und späteren Kurfürsten Glasmacher an. Dies erfolgte zunächst im äußeren und im 15. Jahrhundert auch im inneren Bayerischen Wald. Die zur Glasherstellung benötigten Rohstoffe in Form von Holz und Quarz gab es im Überfluss. Die meisten Orte in der heutigen Nationalparkregion verdanken ihr Entstehen den Glashütten, darunter Riedlhütte, Neuschönau und Weidhütte. Der Glashüttenwald in der Umgebung der Glashütten wurde intensiv genutzt. Es wurden allerdings nur die für Bearbeitung und Transport gut geeigneten Stämme entnommen, so dass es nicht zu vollständigen Kahlschlägen kam. War der nutzbare Wald in der Umgebung einer Glashütte aufgebraucht, wurde sie einfach an einen anderen Ort verlegt. Holztransport auf weitere Entfernungen war nicht möglich. Pottasche zur Herabsetzung der Schmelztemperatur des Glases wurde durch Köhler in weiter entfernten Wäldern gewonnen, da sie einfach transportiert werden konnte. Um das Jahr 1850, dem Beginn der modernen Forstwirtschaft, waren nur noch Grenzwälder in einem einigermaßen naturnahen Zustand. Sie bildeten später den Nationalpark.

### Moderne Waldwirtschaft (1850–1969)
Ab 1850 wurden die Rechte der Glashüttenherren abgelöst und die Wälder des Bayerischen Waldes forstlich bewirtschaftet. Die Wälder der Tallagen wurden vollständig eingeschlagen, die Böden entwässert und in Fichtenplantagen umgewandelt. In den Hanglagen wurde zunächst das Verfahren des Plenter- und Femelschlages praktiziert, wo einige Bäume als Überhälter stehen blieben. Bereits zu diesem Zeitpunkt wurden allerdings die meisten jungen nachwachsenden Tannen im Rahmen der sogenannten „Vorwuchsmusterung“ entfernt, so dass ihr Anteil ganz erheblich zurückging. Die eigentlichen Berglagen wurden noch relativ wenig genutzt. Um das Holz abzutransportieren, wurden die Bergbäche begradigt und sogenannte Klausen, also Stauteiche angelegt. Zur Zeit des Frühjahrshochwassers wurden sie abgelassen, so dass der Wasserstand ausreichte, um große Stämme ins Tal zu flößen (Trift). Die meisten dieser Klausen sind noch erhalten. Sie bilden eine unüberwindbare Barriere für Wanderfische.
Um das Jahr 1900 setzte sich in der bayerischen Forstwirtschaft die sogenannte Bodenreinertragslehre durch. Danach waren die restlichen urwaldartigen Bestände Übervorräte, die von ihrem Zuwachsverhalten her längst „unproduktiv“ waren. Ziel musste es nach dieser Lehre sein, solche Bestände möglichst rasch abzuholzen und durch schnell wachsende Fichtenbestände zu ersetzen. Das wurde dann im Jahr 1910 auch beschlossen. Zwischen 1910 und 1950 wurden fast alle verbleibenden Urwaldreste der Berg- und Hanglagen de facto im Kahlschlagverfahren zerstört. Erst ab 1950 kehrte man zum Saumfemelschlag zurück. Zu diesem Zeitpunkt nahmen Wälder über 100 Jahre nur noch 21,6 % der Fläche des späteren Nationalparks ein.
Der letzte Braunbär im Bayerischen Wald wurde bereits 1833, der letzte Wolf 1846 und der letzte Luchs 1850 erlegt. Ursprünglich lebten kaum Hirsche und Rehe im späteren Nationalparkgebiet. Sie wurden erst seit 1850 zu Jagdzwecken durch Winterfütterungen und Ausrottung der großen Prädatoren gefördert. Als Folge stieg die Verbissbelastung der Waldbäume, insbesondere der Weißtanne an und behinderte ihre Verjüngung erheblich.

### Erste Naturschutzgebiete
Gegen Ende des 19. Jahrhunderts wurde sichtbar, dass die majestätischen wilden Hochwälder des Bayerischen Waldes mit ihren riesigen Baumexemplaren, die noch Adalbert Stifter in seinen Romanen beschrieben hatte, in absehbarer Zeit der Vergangenheit angehören würden. Erstmals wurde gefordert, dass wenigstens einige besonders markante Urwaldreste erhalten werden sollten. Bereits 1914 wurde deshalb das Höllbachgspreng unter Schutz gestellt, im Jahr 1939 das Urwaldgebiet Mittelsteighütte und 1950 der Hans-Watzlik-Hain mit seinen riesigen Weißtannen.

### Nationalpark
Die ersten Forderungen nach der Errichtung eines großen Naturschutzreservates im Bayerischen Wald erschienen bereits 1911 in den Niederbayerischen Monatsheften. Ende der 1930er/Anfang der 1940er Jahre waren die Planungen zur Schaffung eines Nationalparks, zu dessen Befürwortern Lutz Heck gehörte, bereits weit fortgeschritten, sie mussten aber kriegsbedingt zurückgestellt werden.
Erst 1966 wurden auf Initiative von Bernhard Grzimek und dem Bund Naturschutz in Bayern unter Hubert Weinzierl diese Pläne erneuert. Das Bayerische Landwirtschaftsministerium und die Staatsforstverwaltung hatten jedoch zunächst Bedenken. In der Presse sowie in Rundfunk und Fernsehen begannen teilweise heftige Diskussionen über den Sinn und Charakter des Projekts.
Am 6. September 1967 fand in Grafenau die offizielle Gründungsversammlung des Zweckverbandes zur Förderung des Projektes eines Nationalparks Bayerischer Wald statt. Am 11. Juni 1969 beschloss der Bayerische Landtag einstimmig die Errichtung des Nationalparks Bayerischer Wald im Rachel-Lusen-Gebiet. Der alte Nationalpark hatte eine Größe von 13.229 Ha. Am 2. November 1969 nahm das Nationalparkamt Bayerischer Wald in Spiegelau seine Tätigkeit auf. Am 7. Oktober 1970 wurde er in Neuschönau durch Staatsminister Hans Eisenmann feierlich eröffnet.
Auch nach Gründung des Nationalparks war zunächst jahrelang in reduzierter Form weiterhin Forstwirtschaft zugelassen. Ziel war die Schaffung und Erhaltung eines standortgerechten Waldes mit stabilem stufigem Aufbau, der Umbau aller nicht standortgemäßen Waldteile sowie die Entnahme fremder Baumarten wie der Douglasie (Pseudotsuga menziesii). Bestehende Urwaldreste sollten erhalten werden. Das Erntealter war nicht mehr am maximalen Geldertrag, sondern am physischen Höchstalter und dem Gesundheitszustand der Bäume orientiert. Bedrohte und seltene Baumarten wie die Weißtanne waren zu fördern. Allerdings führten die Neuartigen Waldschäden („Waldsterben“) zu Zuwachsdepression und einem weiteren Rückgang dieser Baumart, die sehr empfindlich auf Schwefeldioxid reagiert. Durch die Großfeuerungsanlagenverordnung konnte in den späten 1980er Jahren der Schwefeldioxid-Ausstoß deutlich reduziert werden. Deshalb begann in dieser Zeit die Wuchsleistung und die Vitalität der Weißtanne wieder zuzunehmen und erreicht gegenwärtig das Niveau vor der Zeit des Waldsterbens.
Im Jahr 1983 wurde die Holzwirtschaft in einem Reservatsgebiet im Inneren des Nationalparks mit einer Fläche von 6.500 ha eingestellt. 1992 wurde gemäß der neuen Nationalparkverordnung die reguläre Forstwirtschaft vollständig beendet. Lediglich in einem 1000 bis 500 m breiten Grenzstreifen dürfen zum Schutz der angrenzenden Wirtschaftswälder vom Borkenkäfer befallene Bäume gefällt werden.

### Der Borkenkäfer im Nationalpark

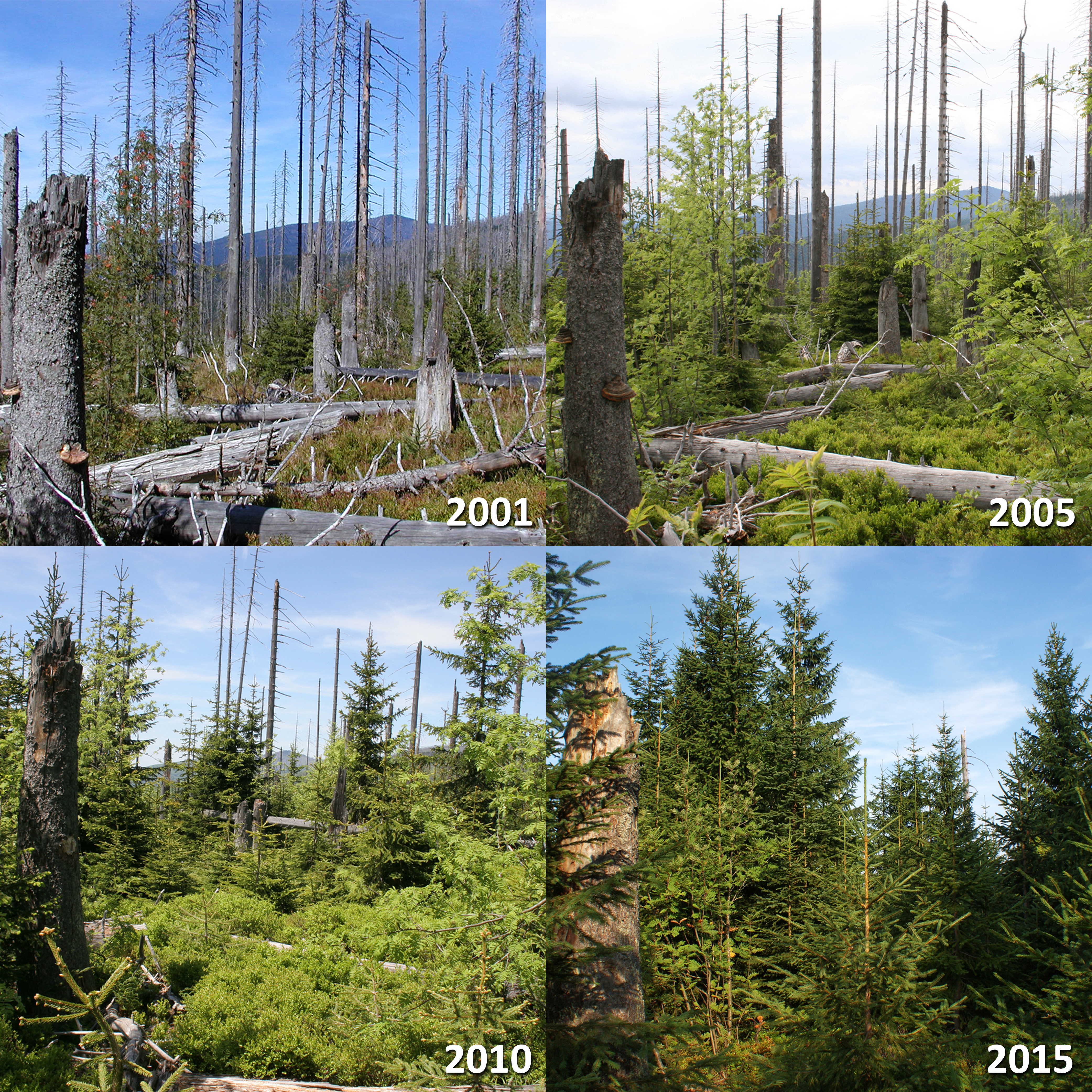
Waldentwicklung am Lusen: Natürliche Sukzession nach Borkenkäfer-Befall

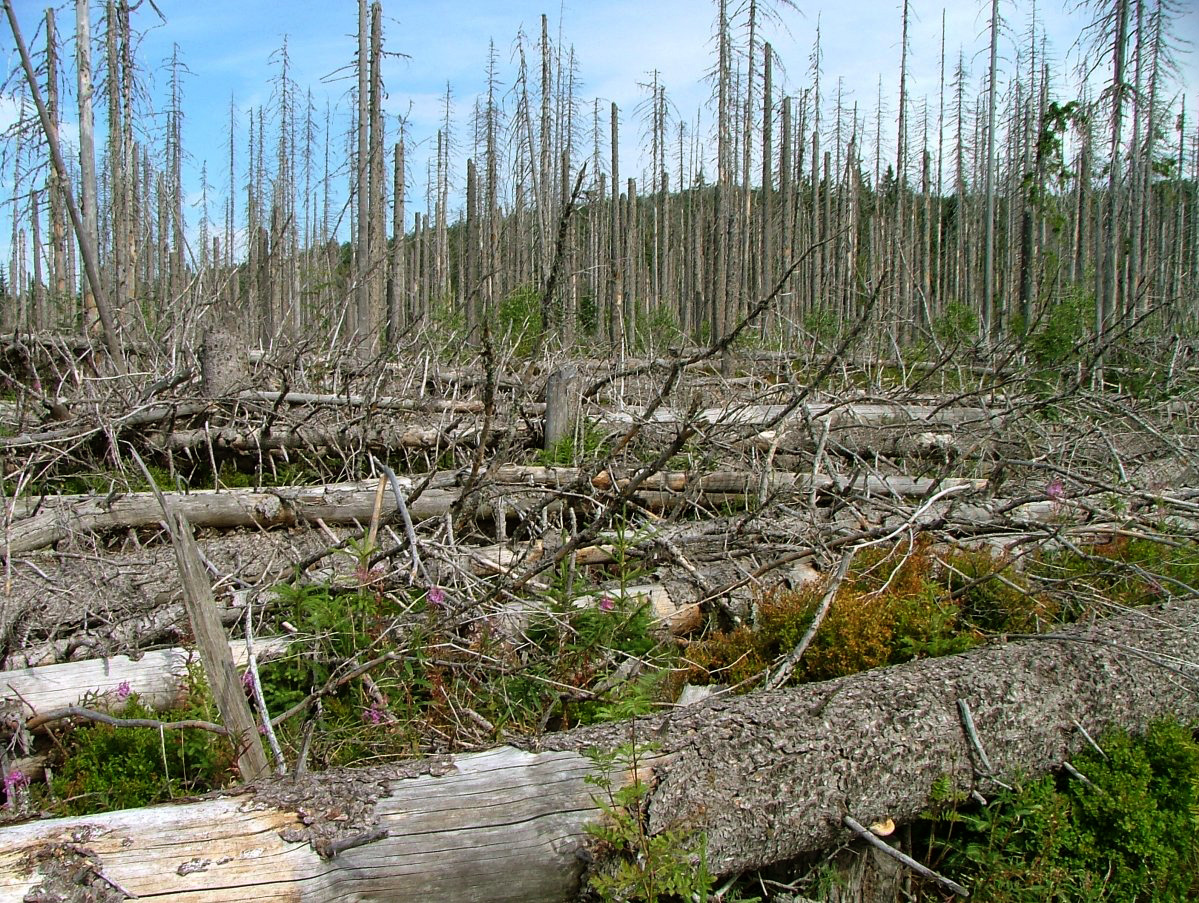
Durch Windbrüche vorbelasteter Fichtenwald nach Borkenkäferbefall

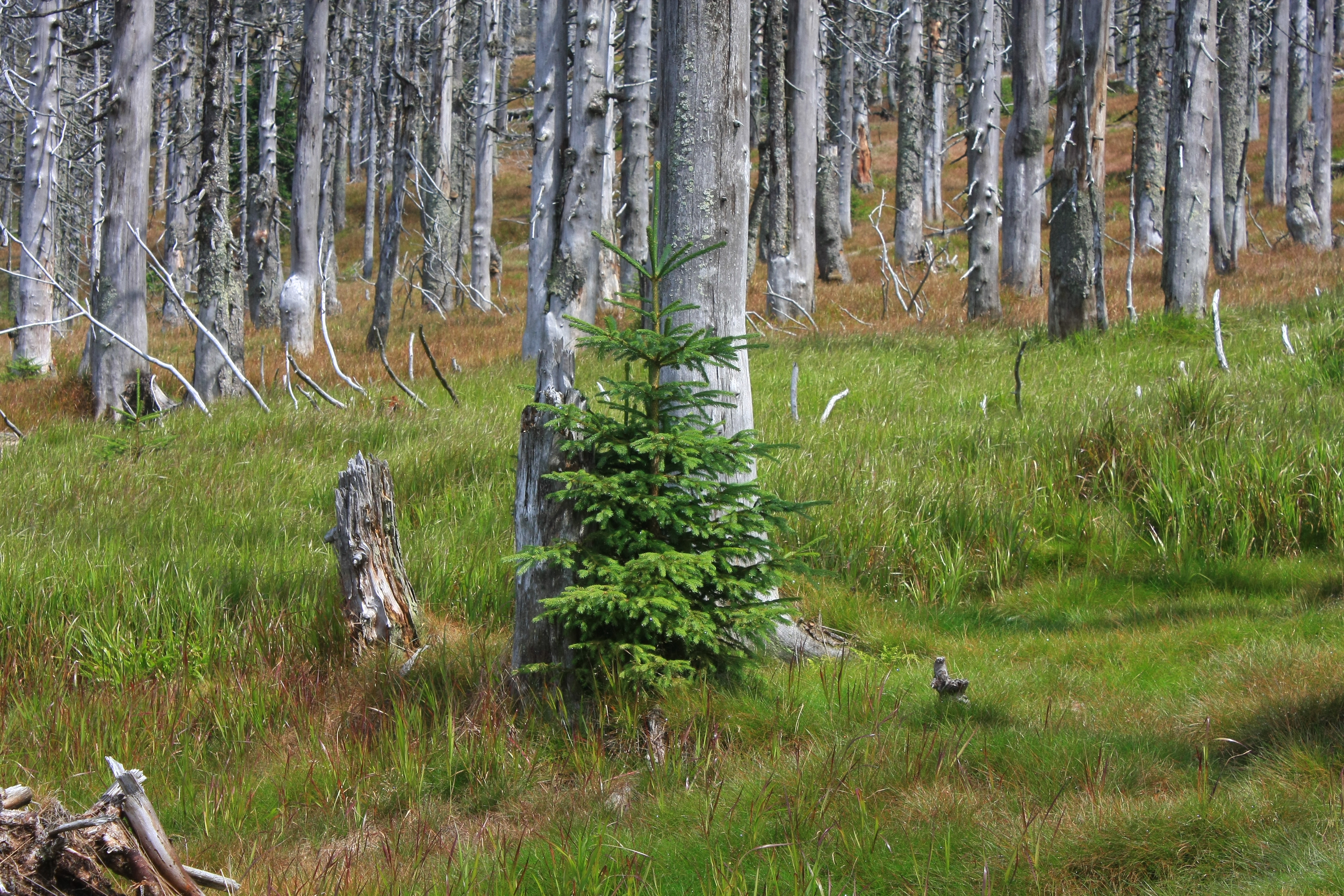
Junge Fichte am Rachel

Als am 1. August 1983 ein Gewittersturm und ein weiterer Sturm im November desselben Jahres etwa 70.000 Festmeter Holz fällten, entschied Minister Hans Eisenmann, in den neuen Reservatsgebieten nicht mehr in die natürliche Waldentwicklung einzugreifen. Es sollte ein „Urwald für unsere Kinder und Kindeskinder“ entstehen. Auch bei Extremereignissen wie Sturmwürfe und Borkenkäferbefall wird die natürliche Entwicklung fortgesetzt.
Mitte der 1980er und Anfang der 1990er Jahre kam es durch heftige Stürme zu weiteren zahlreichen Windbrüchen, durch die günstige Lebensbedingungen für den zur Unterfamilie der Borkenkäfer gehörenden Buchdrucker (Ips typographus) entstanden. Durch die auch durch mehrere warme Jahre begünstigte massenhafte Vermehrung des Käfers wurde in den Jahren von 1995 bis 2005 wurden pro Jahr zwischen 367 und 827 ha Fichtenwaldfläche befallen, die von der Fichte geprägten Hochlagenwälder starben großflächig ab. Seit Mitte der 2000er Jahre ist im Altgebiet der Schwerpunkt der Massenvermehrung überschritten. Der Schwerpunkt der Borkenkäferaktivitäten verlagerte sich im Laufe der folgenden Jahre vom Lusen-Rachel- zum Falkenstein-Rachel-Gebiet, wo von 1998 bis 2020 insgesamt Bestände auf einer Fläche von 2426 ha befallen wurden. Mehr als die Hälfte der befallenen Fichten konnte als wertvolles Totholz in der Natur verbleiben.
Die Massenvermehrung des Buchdruckers (Ips typographus) wurde in den 1990er Jahren auch durch mehrere warme Jahre begünstigt. Seit 1995 kamen in den Hochlagen jedes Jahr bereits im April und Mai Tage mit Temperaturen über 20 Grad vor, so dass der Buchdrucker ausschwärmen konnte. Erst diese frühe Schwärmzeit ermöglicht die Bildung mehrerer Käfergenerationen in einem Sommer und damit eine Massenvermehrung. Diese Entwicklung hängt sicherlich mit der globalen Erwärmung zusammen. Möglicherweise waren die Fichten auch durch neuartige Waldschäden geschwächt und damit für den Befall prädisponiert.
In Teilen der Bevölkerung stieß das von der Nationalparkverwaltung ausgerufene Moto "Natur Natur sein lassen" teilweise auf Unverständnis in der Bevölkerung; die angrenzenden Waldbauern fürchteten um ihren eigenen, wirtschaftlich genutzten Bestand. Andere sahen im Borkenkäfer dagegen einen Helfer, um Wirtschaftswald mit anfälligen Monokulturen in kräftigen Mischwald zu verwandeln, die beste Vorsorge gegen zukünftigen Befall. Nachdem die alten Nadelwaldkulturen weitgehend tot waren, gingen die Borkenkäferzahlen deutlich zurück und an vielen Stellen haben nachwachsende Ebereschen, Fichten und Buchen einen Jungwald gebildet. Diese neuen Bäume hatten 2004 schon eine Höhe von 70 cm erreicht (September 2015: bis 4–5 m in den Kammlagen; zum Teil lückig und abhängig vom Vorkommen noch lebender älterer samenbildender Fichten; in den tiefer gelegenen Bereichen ist der Jungwald sehr viel dichter und die Buche scheint hier gegenüber der Fichte deutlich an Areal zu gewinnen).
Es gibt im Bayerischen Wald mehrere Vereine, in denen sich Nationalparkgegner und Nationalparkbefürworter zusammengeschlossen haben. Seitdem erkennbar ist, dass sich der abgestorbene Wald verjüngt und der Tourismus nicht beeinträchtigt wurde, ist die Zahl der Kritiker der Nationalparkverwaltung zurückgegangen.

### Auswirkungen der globalen Erwärmung
Wälder mittlerer und höherer Breiten zeigen eine besonders hohe Anfälligkeit gegenüber Klimaveränderungen. Dementsprechend wirkt sich die globale Erwärmung auch auf den Bayerischen Wald bereits deutlich aus.
Im Jahr 2018 war die mittlere monatliche Temperatur im Monat April bereits 4 °C wärmer als noch vor 45 Jahren. Als Folgen des Temperaturanstiegs und mangelnder Niederschläge ist ein massives Fichtensterben zu beobachten. Die durch den Trockenstress geschwächten Bäume werden anfällig für den sich durch die hohen Temperaturen rasch vermehrenden Borkenkäfer und können Stürmen nicht mehr standhalten.

### Nationalparkerweiterung 1997

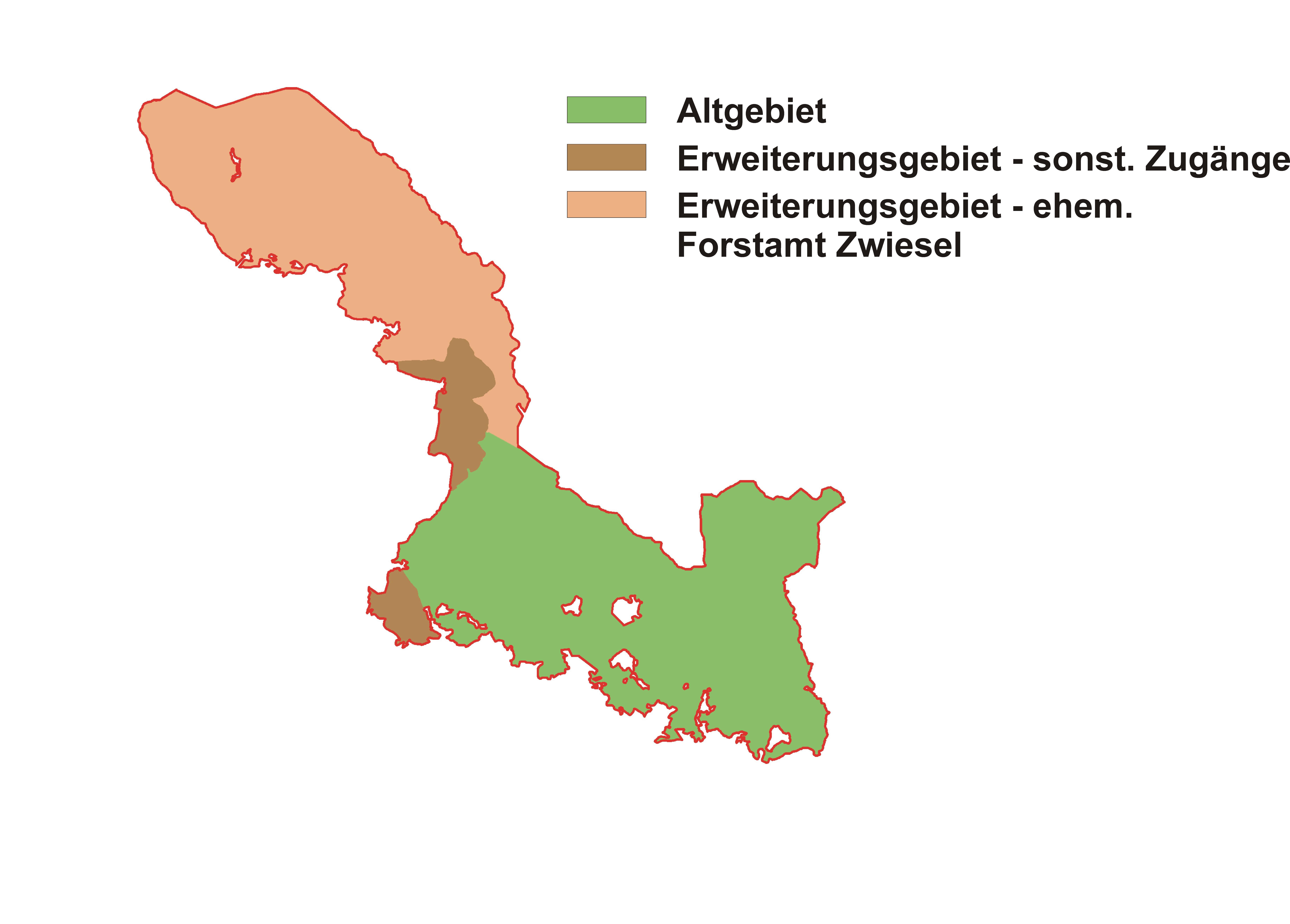
Alt- und Erweiterungsgebiet des Nationalparks

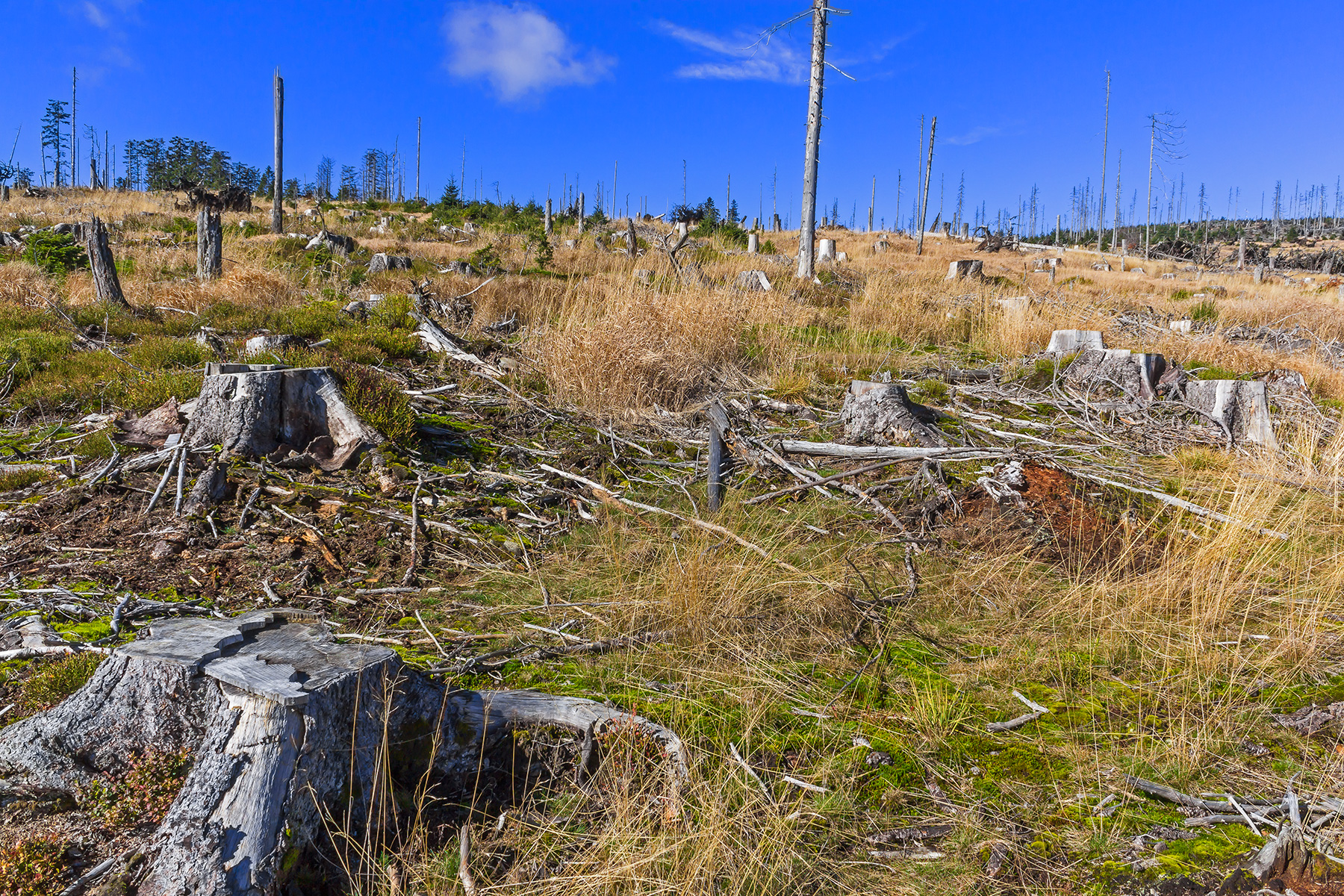
Kahlschlag am Rindelloch im Erweiterungsteil des Nationalparks Bayerischer Wald

Am 10. Juli 1997 wurde der Nationalpark durch den Beschluss des Bayerischen Landtags um 10.950 ha (109,5 km²) vergrößert. Im Wesentlichen kam das Falkensteingebiet des ehemaligen Forstamtes Zwiesel zum Nationalpark hinzu; außerdem einige bisher im Privatbesitz befindliche Wälder bei der Trinkwassertalsperre Frauenau: 460 ha konnten aus dem Besitz des Freiherren von Poschinger erworben werden und 504 ha kamen durch Tausch aus dem Besitz des Barons von Wolffersdorf an den Nationalpark.
Aus Befürchtungen, dass die Wälder des Großen Falkenstein auch absterben werden, speisten sich u. a. Proteste gegen die Nationalparkerweiterung. Gegen die geplante Erweiterung des Nationalparks auf das Gebiet des Landkreises Regen gab es in den naheliegenden Gemeinden (Bayerisch Eisenstein, Frauenau, Lindberg und Zwiesel) teilweise heftige Proteste mit Demonstrationen, zum Beispiel auf dem Stadtplatz in Zwiesel am 1. Juli 1995 mit rund 1500 Teilnehmern. In Frauenau gab es im April 1996 einen Bürgerentscheid zur Nationalparkerweiterung. 73 Prozent stimmten gegen eine Nationalpark-Erweiterung. Zu dieser Zeit gründeten sich aber auch zwei Vereine, die dem Nationalpark und dessen Erweiterung positiv gegenüberstehen und für seine Philosophie eintreten – Pro Nationalpark Freyung-Grafenau e. V. und Pro Nationalpark zur Förderung des Zwieseler Winkels e. V.
Wegen fehlender Zuständigkeit der Gemeinden wurde die Erweiterung um 12.500 Hektar 1998 vollzogen. Aufgrund der Proteste der Nationalparkgegner wurde aber in § 14 „Hochlagenwald“ der Nationalparkverordnung vom 12. September 1997 die Bestimmung aufgenommen, dass der Hochlagenwald in seiner Substanz und Funktion zu erhalten und deshalb im Zeitraum bis zum Jahr 2027 die Ausweitung des Borkenkäfers auf die Wälder der Hochlagen zwischen Falkenstein und Rachel zu verhindern ist. Die Flächen werden seitdem Stück für Stück in die Naturzone, wo keine Borkenkäfer-Bekämpfung mehr erfolgt, überführt. Ziel dabei: Bis 2027 sollen 75 Prozent der Nationalparkfläche eingriffsfrei sein, was den internationalen Vorgaben der IUCN für Nationalparks entspricht. Stand 2021 sind aktuell bereits über 72 Prozent des Nationalparks frei von menschlichen Eingriffen.
Infolge dieser Regelung wird der Borkenkäfer im Erweiterungsgebiet durch Fällung betroffener Fichten auf wenigen Flächen teilweise massiv durch Kahlschläge bekämpft. Besonders der Einsatz großer Maschinen beim Holzabtransport wird unter anderem vom Bund Naturschutz in Bayern kritisiert. Durch die Kahlschläge zur Borkenkäferbekämpfung sind im Nationalpark „an die 2.000 ha weitgehend baumloses, verstepptes Land“ entstanden. Das entspricht 8 % der Nationalparkfläche. Von einer ganz anderen Sichtweise ausgehend pflanzten im September 2010 rund 100 Anhänger der „Bürgerbewegung zum Schutz des Bayerischen Waldes“ illegal 500 Fichten-Setzlinge auf einer Kahlfläche zwischen Großem Falkenstein und Lakaberg im Rahmen einer Protestaktion gegen die Borkenkäfer-Politik des Nationalparks.

### 50. Geburtstag und Erweiterung bei Finsterau
Am 7. Oktober 2020 wurde der Nationalpark Bayerischer Wald 50 Jahre alt. Ein großes Jubiläumsprogramm, welches das ganze Jahr über geplant war, musste aufgrund der Corona-Pandemie größtenteils ausfallen. Am Geburtstag gab es somit nur eine kleine Feierstunde mit Bayerns Ministerpräsident Markus Söder und Bayerns Umweltminister Thorsten Glauber im Hans-Eisenmann-Haus bei Neuschönau. Dabei wurde der anwesenden Presse verkündet, dass der Freistaat Bayern ein 600-Hektar-Geburtstagsgeschenk plant. Das Bayerische Kabinett habe beschlossen, eine Fläche dieser Größenordnung dem Nationalpark hinzuzuschlagen. Dabei soll Staatswald in der Nähe der zur Gemeinde Mauth gehörenden Ortschaft Finsterau berücksichtigt werden. Das Areal liegt durchgängig an der Grenze zum benachbarten Nationalpark Sumava in Tschechien. Darin liegen einige ökologisch besonders wertvolle Gebiete wie das Moor „Finsterauer Filz“.
Aktuell laufen die Planungen für die Umsetzung der Maßnahme. Final beschlossen werden muss die Erweiterung vom Bayerischen Landtag. Im Zuge der Erweiterung ist auch geplant, die Besucherinfrastruktur im östlichen Teil des Nationalparks zu verbessern. Ein Schwerpunkt soll dabei das Thema Barrierefreiheit sein.

## Besonderheiten im Nationalpark

### Rachel

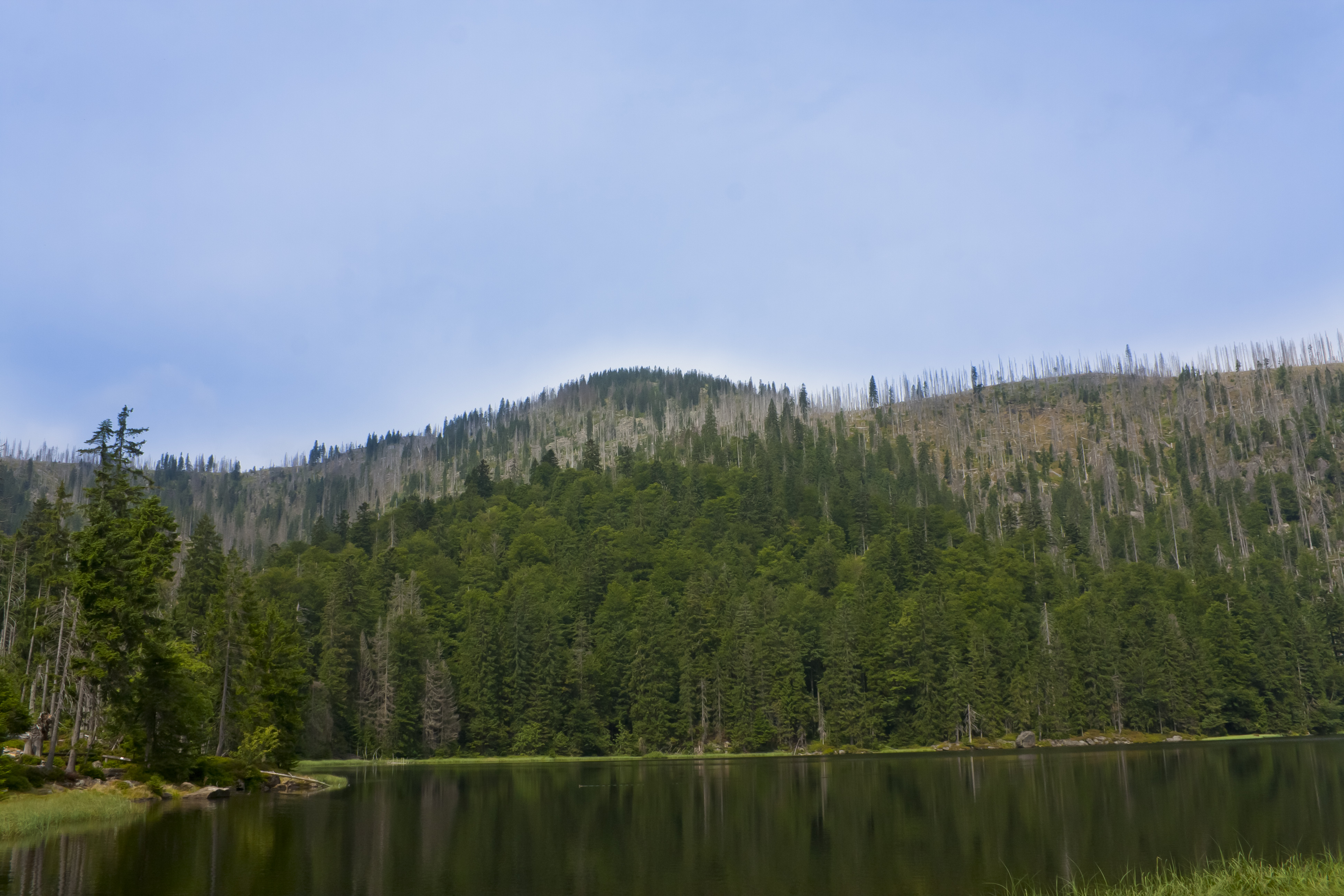
Blick vom Rachelsee zum großen Rachel

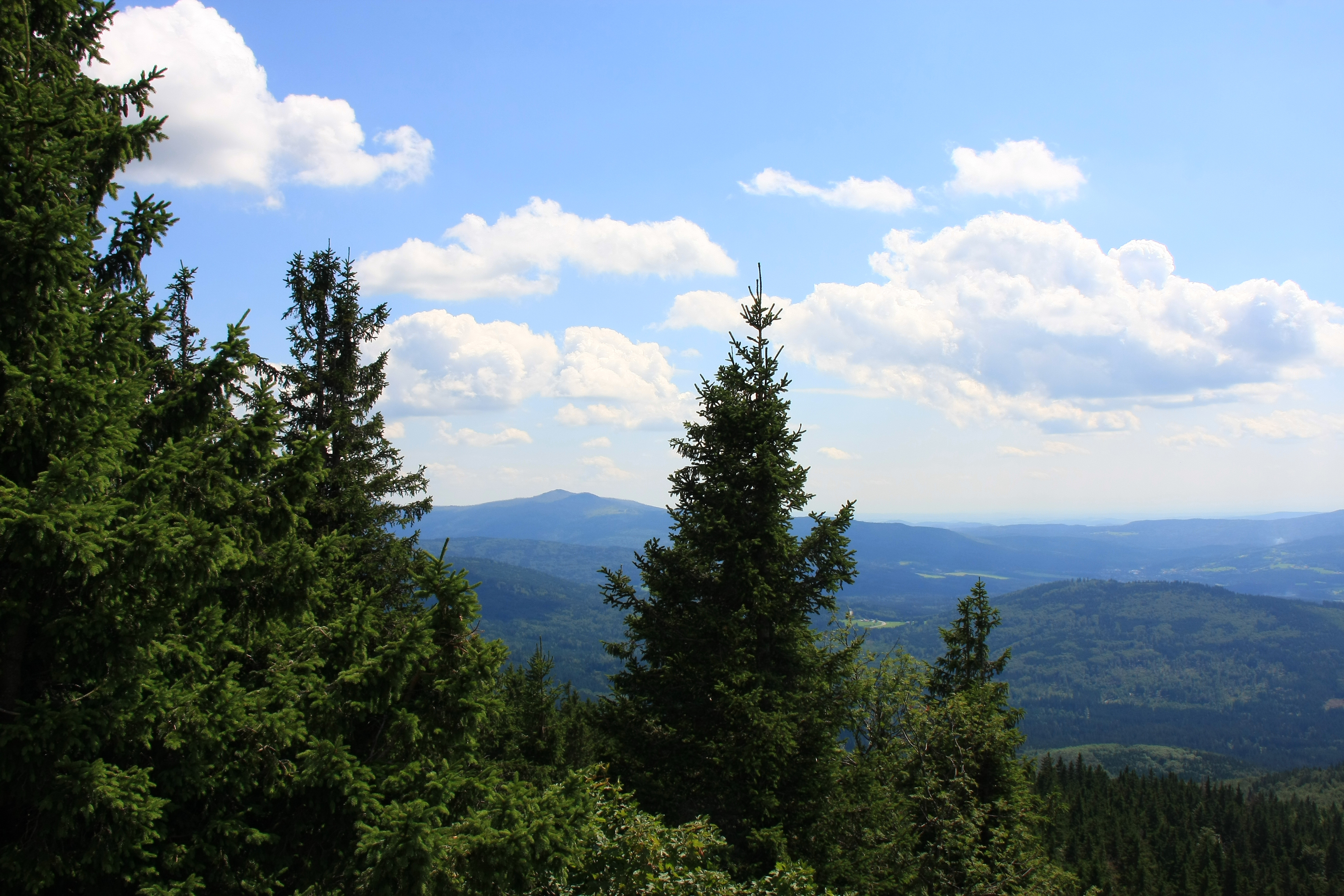
Blick vom Falkenstein auf den Rachel

Der Rachel ist mit 1453 m der höchste Berg des Nationalparks und der zweithöchste Berg des Bayerischen Waldes insgesamt (nach dem Arber mit 1456 m). Bergmischwald reicht bis ca. 1150 m und oberhalb dieser Grenze findet sich Bergfichtenwald, dessen erwachsene Fichten allerdings durch Borkenkäferbefall fast vollständig abgestorben sind. Anders als im Lusengebiet war die Verjüngung hier anfangs relativ gering. Ursache ist, dass die Hochlagenwälder erst nach der Fichtenvollmast von 1995 abstarben, so dass sich bereits größere Farn- und Grasfacies gebildet haben, die die Keimung von Fichtensamen behinderten. Die größeren Anteile von Höhenlagen über 1250 m im Rachelmassiv und der vorherrschende Block-Humus-Boden erschwerten die Verjüngung zusätzlich. Mittlerweile ist aber auch am Rachelmassiv eine starke und nahezu durchgängige Verjüngung ausgebildet.
Der Rachelsee befindet sich auf einer Höhe von 1071 m. Er wurde durch einen Moränenwall nach der letzten Eiszeit gebildet. In der Rachelseewand in 1212 m Höhe steht die Rachelkapelle. Südlich des Rachelsees befindet sich ein Eiszeitinformationspfad. Am Ostufer des Rachelsees an der Seewand ist der ursprüngliche Urwald erhalten geblieben (ehemaliges Naturschutzgebiet).
Der Rachel kann von den Wandererparkplätzen Gfäll und Racheldiensthütte aus erreicht werden. Sie werden in den Sommermonaten regelmäßig von den Igelbussen angefahren, die dahinführenden Straßen sind für den PKW-Verkehr gesperrt. Weitere, teils erheblich längere Wege führen von Frauenau oder Klingenbrunn (Bahnhof) zum Rachel.

### Lusen

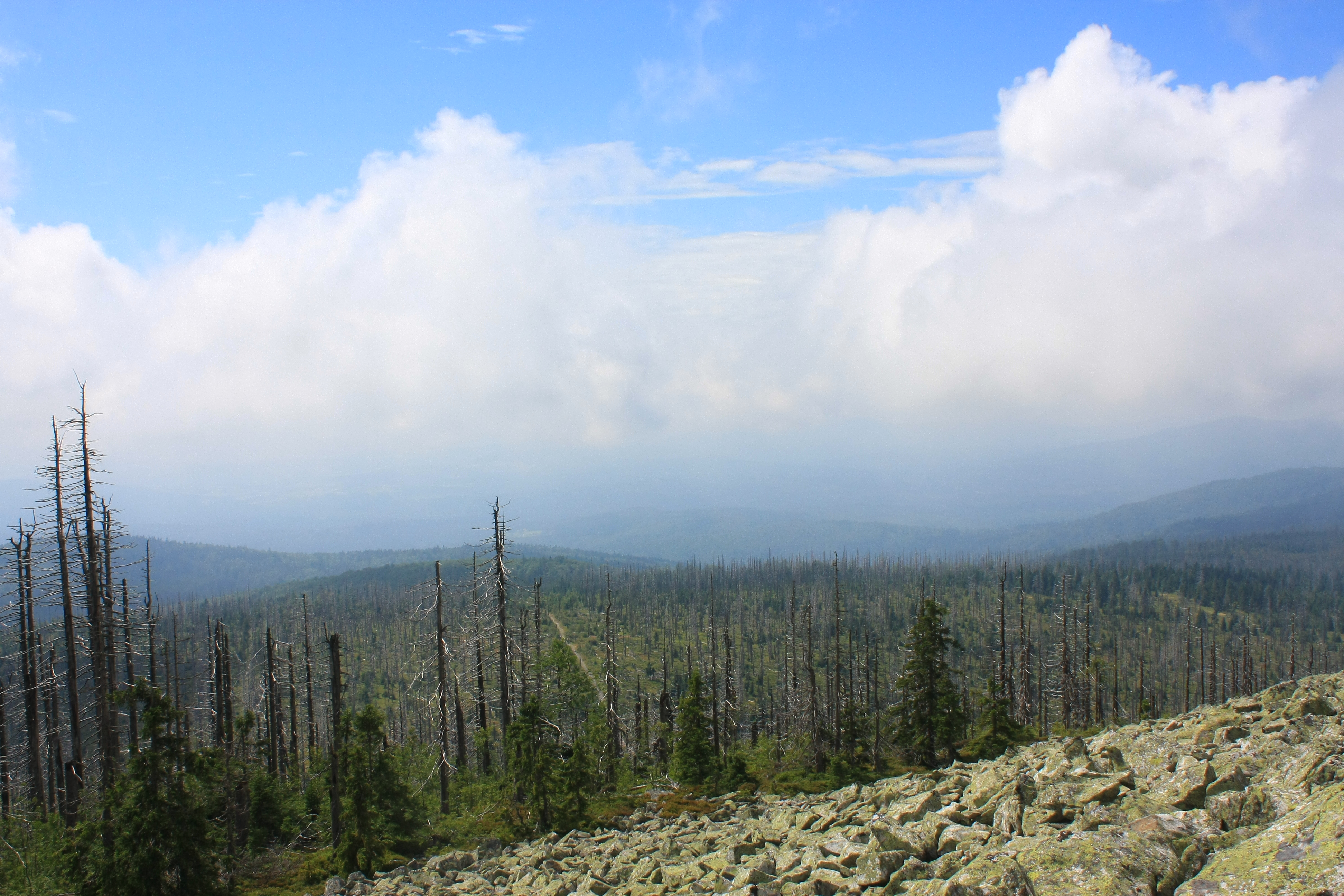
Blick vom Lusengipfel auf den Sommerweg

Der 1373 m hohe Lusen befindet sich im östlichen Teil des Nationalparks direkt an der Grenze zu Tschechien. Bergmischwald reicht dort bis rund 1250 m, darüber findet sich Bergfichtenwald, der sich seit flächigem Borkenkäferbefall in den 1990er Jahren auf natürlich Weise verjüngt. Im Unterschied zum Rachelgebiet ist die Sukzession hier bereits deutlich fortgeschrittener. Der oberste Gipfelbereich des Lusen wird von einer Silikat-Blockschutthalde eingenommen. Die Felsen sind mit Flechten bewachsen, v. a. mit der Landkartenflechte (Rhizocarpon geographicum). Etwas unterhalb des Gipfels befindet sich ein Latschengebüsch (Pinus mugo).
Der Lusen kann unter anderem von den Wandererparkplätzen Fredenbrücke, Waldhäuser/Ausblick und Waldhausreibe erreicht werden, die von den Igelbussen angefahren werden. Westlich des Gipfels an der Kleinen Ohe wurde ein Bergbachlehrpfad angelegt. In der Nähe befinden sich das Teufelsloch, ein Blockschutthang und der steile Sommerweg (Himmelsleiter genannt), der direkt zum Gipfel des Lusen führt.

### Großer Falkenstein

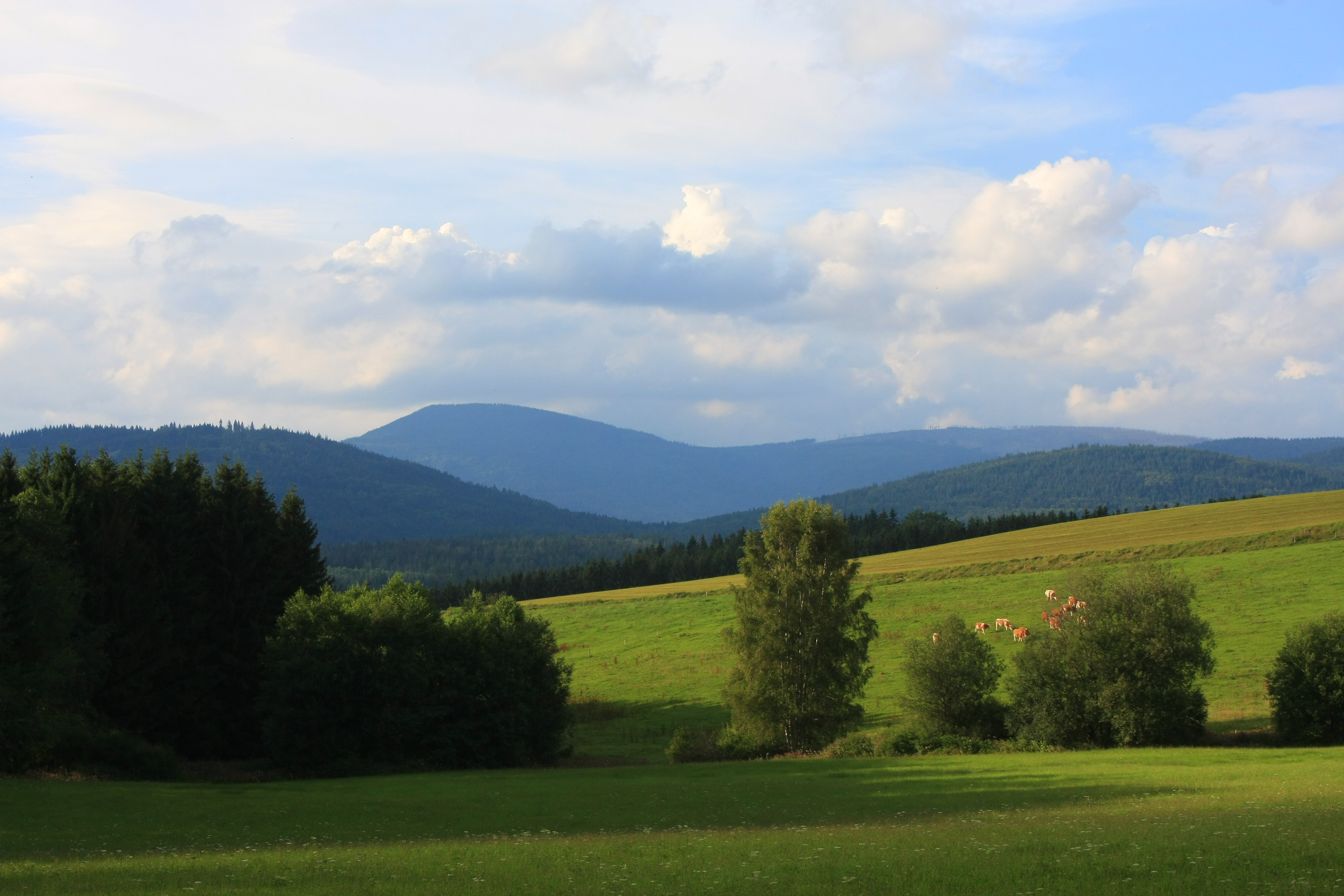
Blick auf den Falkenstein von Oberfrauenau

Der 1315 m hohe Falkenstein ist der höchste Berg im Erweiterungsgebiet des Nationalparks. Ein Aufstieg führt durch das Höllbachgspreng, eine steile Schlucht, in der der ursprüngliche Schluchtwald erhalten blieb. Im Unterschied zum Altgebiet sind im Falkensteinmassiv die Bergfichtenwälder noch nicht flächig von Borkenkäfern verändert worden. Unter anderem von Windwurfbereichen (Orkan Kyrill, 2007) ausgehend, setzt aber auch im Erweiterungsgebiet zunehmend eine natürliche Walddynamik ein.

### Urwaldgebiete am Zwieslerwaldhaus

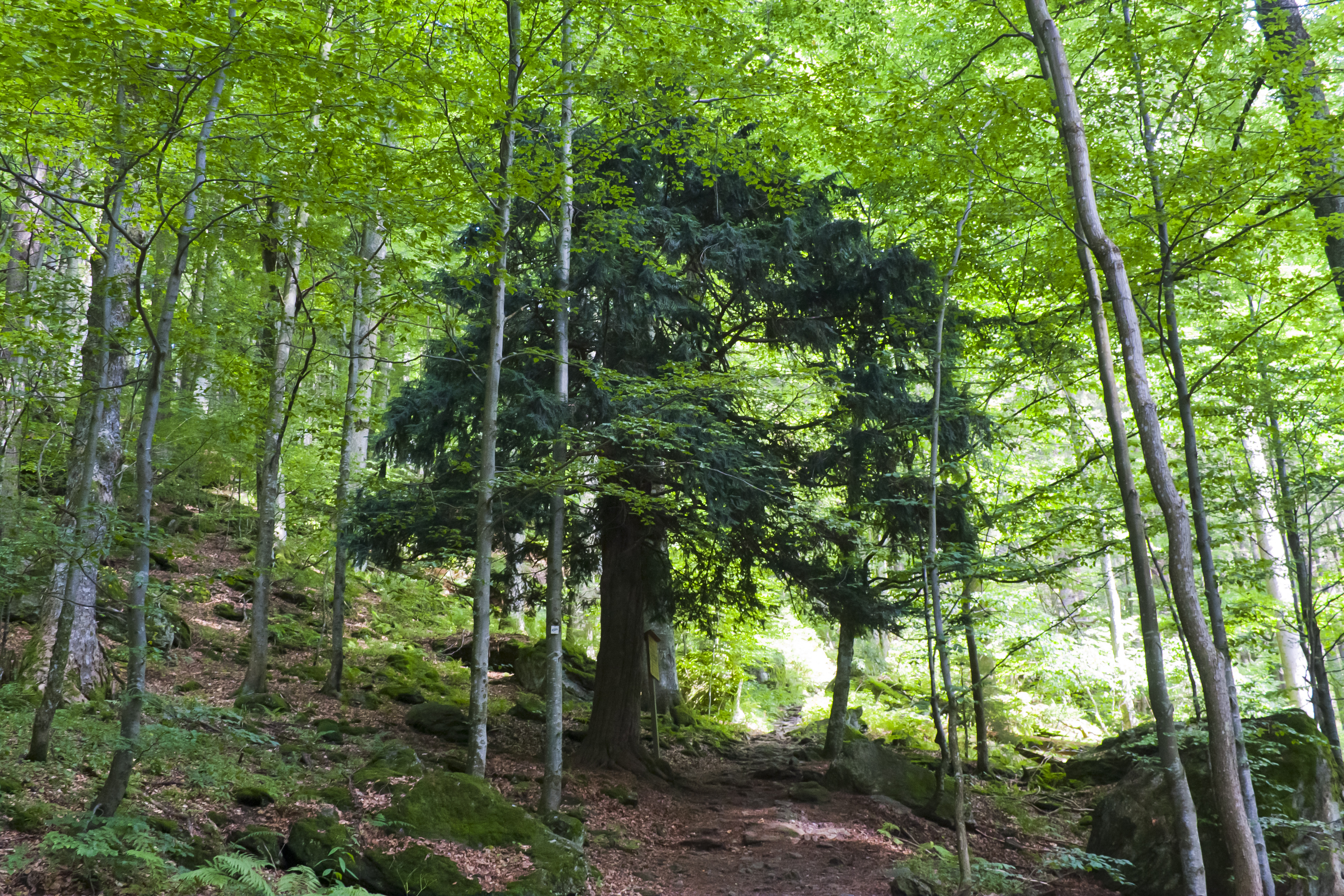
Europäische Eibe im Urwaldgebiet Mittelsteighütte

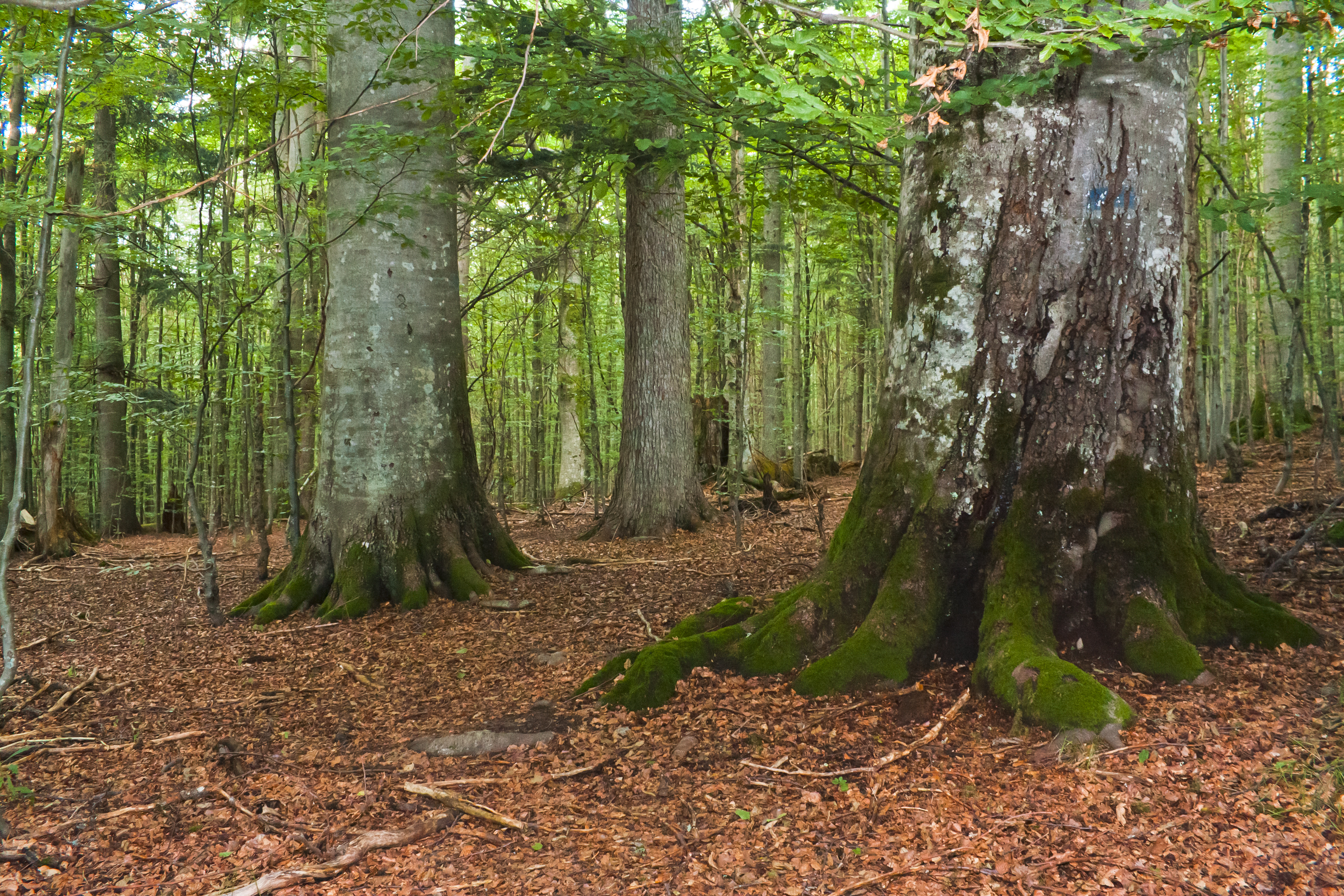
Riesige Stämme der Rotbuche und der Fichte im Urwaldgebiet Mittelsteighütte

Östlich des Zwieslerwaldhauses unterhalb des Falkensteins befindet sich das 38 Hektar große Urwaldgebiet Mittelsteighütte mit riesigen alten Fichten, Tannen und Buchen. Westlich davon liegt der nach dem völkischen Schriftsteller Hans Watzlik benannte elf Hektar große Hans-Watzlik-Hain mit der Waldhaustanne, die einen Stammumfang von 6,4 Meter und eine Höhe von 52 m hat. Sie ist damit einer der stärksten Bäume des Bayerischen Waldes. Ihr Alter wird auf 600 Jahre geschätzt. Im Hans-Watzlik-Hain befinden sich auch zahlreiche andere große Bäume der Arten Fichte, Buche und Tanne.

### Schachten und Filze bei Buchenau
Zwischen dem Rachel und dem Falkenstein bei Buchenau liegen mehrere Schachten und Filze, also ehemalige Waldweiden mit vielen alten, einzeln stehenden Bäumen und Mooren. Besonders interessant ist das Moorgebiet Latschenfilz mit einem Bergkiefernmoor und dem Latschensee. In der Nähe befinden sich der Kohlschachten und der Hochschachten.

### Felswandergebiet
Das Felswandergebiet bei Hohenau besteht aus zahlreichen bizarren Felstrümmern um die Berge Kanzel (1002 m) und Kleine Kanzel (1011 m). Der sie umgebende Wald ist so schwer begehbar, dass er nur mit großen Schwierigkeiten forstlich genutzt werden konnte. Deshalb sind viele alte Bäume, insbesondere Weißtannen, erhalten geblieben. Seit 1970 ruht jede forstliche Nutzung. Inzwischen hat sich das Felswandergebiet schon ein großes Stück in Richtung Urwald zurückentwickelt, die alten Fichten sind teilweise durch Borkenkäferbefall abgestorben. Etwas weiter nördlich vom Felswandergebiet liegt der Berg Großalmeyerschloß (1196 m).

### Großer Filz und Klosterfilz
Das Moorgebiet Große Filz und Klosterfilz liegt bei Sankt Oswald-Riedlhütte auf ca. 750 m Höhe. Ausgangspunkt für Wanderungen ist unter anderem der Parkplatz Diensthüttenstraße. Ein Bohlensteig führt durch die Ränder des Moores. Hier dominiert Fichtenmoorwald, teilweise mit vielen Birken, weiter innen Bergkiefernwald mit Zwergsträuchern, Besenheide (Calluna vulgaris) und Torfmoosen. Die Moorweite ist nicht direkt zugänglich, kann aber vom Wanderweg aus beobachtet werden.

## Nationalparkkonzept und -verwaltung

### Zielvorgabe
Zielvorgabe des Nationalparks ist es, „Natur Natur sein [zu] lassen“, wie es im § 24 des BNatSchG festgelegt ist. Auf der überwiegenden Fläche des Nationalparks sollen die Natur und damit auch die dynamischen Abläufe in den Wäldern geschützt werden. Auf über 17.500 Hektar (72,3 Prozent der Fläche) greift der Mensch in den natürlichen Ablauf daher überhaupt nicht mehr ein. Dieser Anteil wird bis 2027 schrittweise auf mindestens 75 % erhöht und entspricht damit den internationalen Vorgaben der IUCN für einen Nationalpark.

### Zonierung und Betretungsrecht

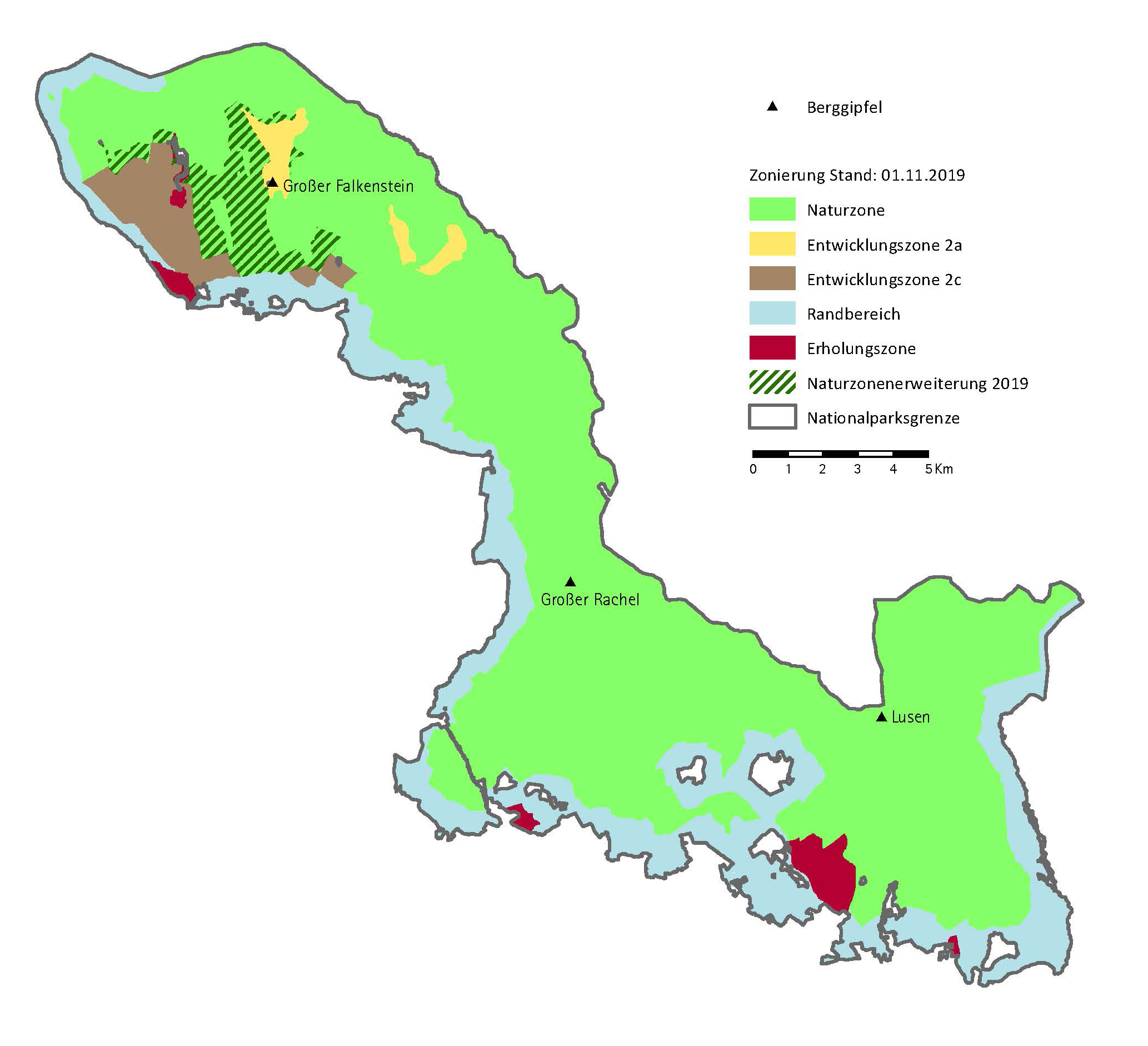
Zonierung des Nationalparks Bayerischer Wald. (Stand: März 2021)

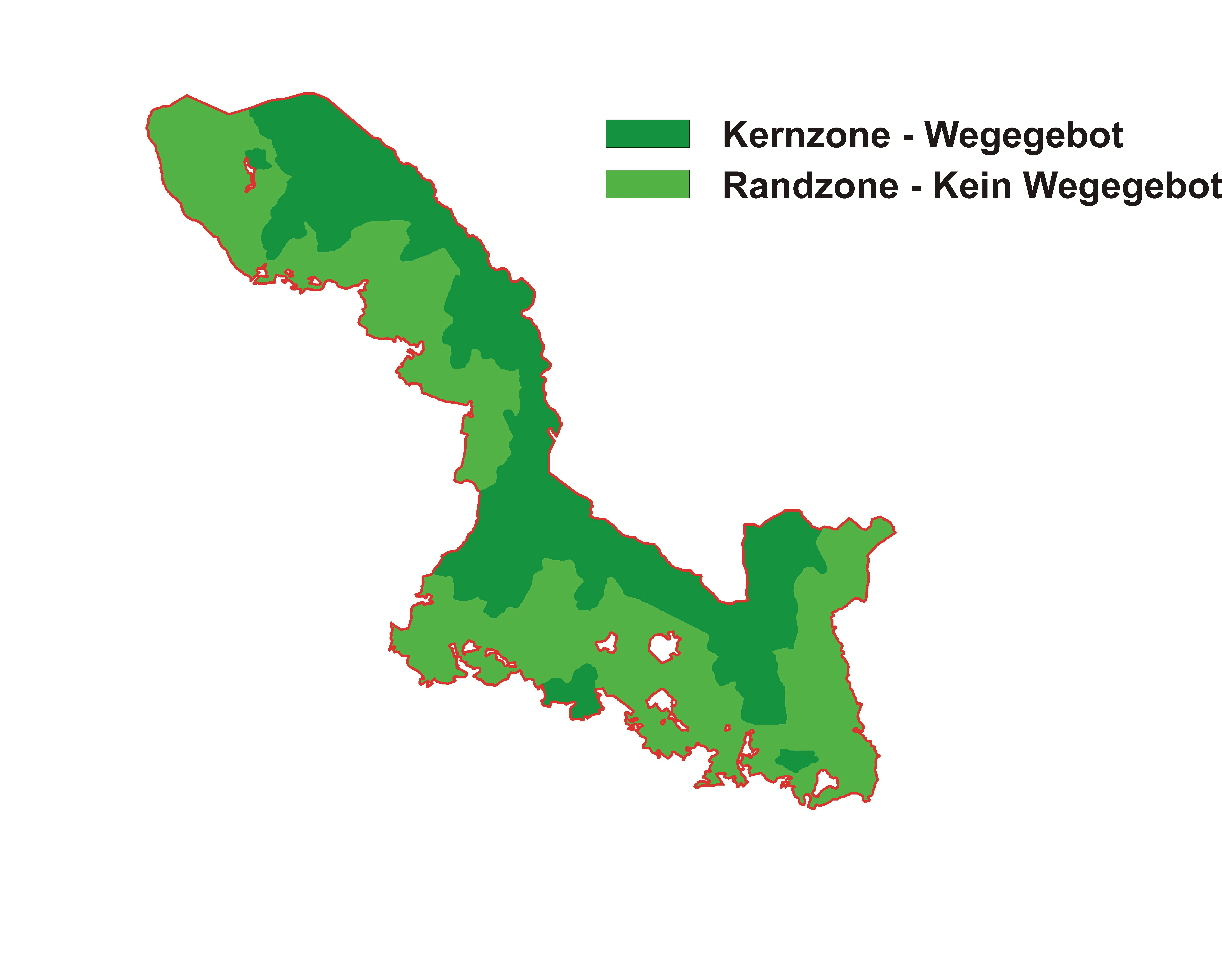
Betretensrechtliche Zonen im Nationalpark

Um sicherzustellen, dass die natürlichen Abläufe im Nationalpark keine unerwünschten Auswirkungen auf benachbarte Gebiete haben, wurde die Nationalparkfläche in Zonen eingeteilt:
- Die Naturzone macht 72,3 % der Fläche aus (Quelle: Jahresbericht 2019). Hier greift der Mensch überhaupt nicht mehr ein, selbst nicht bei Ereignissen wie Windbruch und Borkenkäferbefall. Lediglich die Wanderwege werden offengehalten.
- In der Randzone (21,3 %) findet dauerhaft eine Borkenkäferbekämpfung zum Schutz der umliegenden Wälder statt. Ansonsten wird auch die Randzone nicht waldbaulich genutzt.
- In der Erholungszone sind die touristischen Angebote wie Nationalparkzentren und Tierfreigehege konzentriert. Sie macht 1,8 % aus. Hier findet eine verstärkte Verkehrssicherheit statt.
- Die Erweiterungszonen liegen ausschließlich im Landkreis Regen, in den Bereichen, die 1997 dem Nationalpark zugeschlagen wurden. Sie machen aktuell 4,6 % der Gesamtfläche aus (Stand: März 2021). Bis zum Jahr 2027 sollen die Wälder hier schrittweise der natürlichen Nutzung überlassen werden. Borkenkäferbekämpfung bleibt in diesen Zonen bis 2027 zulässig.[58]

Davon unabhängig sind Teile des Nationalparks als Kerngebiet definiert. Im Kerngebiet, das vor allem die Hochlagen, aber auch das Urwaldgebiet Mittelsteighütte, den Bereich Großer Filz und Klosterfilz bei Riedlhütte sowie das Felswandergebiet umfasst, herrscht ein strenges Wegegebot. Das besagt, dass in der Zeit von 15. November bis 15. Juli markierte Wege nicht verlassen werden dürfen. Dies dient hauptsächlich dem Schutz bedrohter Tierarten wie dem störungsempfindlichen Auerhuhn. Außerhalb dieses Zeitraums dürfen in der Nationalparkverordnung definierte „sonstige Wege und Steige“, also historische Pfade, begangen werden. Außerhalb des Kerngebiets darf der Nationalpark ganzjährig frei betreten werden.

### Zertifikate
Im Jahr 1972 erhielt der Nationalpark die internationale Anerkennung durch die International Union for Conservation of Nature and Natural Resources (IUCN). 1986 erfolgte die Verleihung des Europadiploms der Kategorie A durch den Europarat (letztmals 2021 verlängert bis 2024).
Seit 2009 sind die Nationalparks Bayerischer Wald und Šumava mit dem Zertifikat Transboundary Park für vorbildliche grenzüberschreitende Zusammenarbeit zertifiziert. Die Auszeichnung wurde letztmals 2020 erneut für die Dauer von fünf Jahren vergeben.

### Verwaltung
Die Nationalparkverwaltung in ihrer bisherigen Form entstand am 1. Januar 1979 durch eine Fusion zweier bis dato eigenständig agierender Behörden, des Nationalparkamtes und des Nationalparkforstamtes. Aktuell hat die Nationalparkverwaltung Bayerischer Wald ca. 200 Mitarbeiter (Stand: März 2021), Hauptsitz ist Grafenau.
Leiter der Nationalparkverwaltung:
- Januar 1979 – November 1979 Hans-Heinrich Vangerow
- Dezember 1979 – März 1998 Hans Bibelriether
- April 1998 – April 2011 Karl Friedrich Sinner
- Mai 2011 – August 2023 Franz Leibl
- Seit August 2023 Ursula Schuster

### Verhalten im Nationalpark
Laut Nationalparkverordnung gelten im Nationalpark einige besondere Verhaltensregeln für Besucher:
- In den Kerngebieten dürfen die markierten Wege nicht verlassen werden. Ausnahme: Zwischen dem 15. Juli und dem 15. November dürfen in der Kernzone auch sonstige Wege und Steige betreten werden, die in der Nationalparkverordnung definiert sind. Außerhalb der Kernzone ist der Wald ganzjährig frei zugänglich.
- Es ist verboten, Hunde frei laufen zu lassen.[63]
- Zelten und offenes Feuer sind nur an ausdrücklich dafür gekennzeichneten Stellen erlaubt.
- Rad fahren ist ebenfalls nur auf dafür freigegebenen Wegen zugelassen.
- Reiten ist im Nationalpark verboten.
- Einige Straßen im Nationalpark sind im Sommer komplett oder zeitlich begrenzt für den Kraftverkehr gesperrt (Zufahrt Parkplatz Waldhausreibe, Zufahrt Racheldiensthütte, Zufahrt Grenzübergang Buchwald, Zufahrt Parkplatz Gfäll).
- Es ist verboten, Müll im Nationalpark zurückzulassen.
- Lärmen und lautes Musikabspielen ist verboten.
- Drohnen sind verboten.
- Pflanzen und Tiere dürfen dem Nationalpark nicht entnommen werden. Für den Eigenbedarf dürfen Beeren und Pilze geerntet werden, wenn das Wegegebot beachtet wird.[64]

### Nationalparkwacht (Ranger)
Hauptaufgabe der aktuell 27 Ranger (Stand: März 2021) der Nationalparkwacht ist es, Gäste über die Natur des Nationalparks zu informieren. Daneben achten sie auf die Einhaltung der Bestimmungen der Nationalparkverordnung, insbesondere in Hinblick auf das Wegegebot in den Kernzonen. Im Jahr 2020 gaben die Ranger 224 Anzeigen wegen Verstößen gegen die Nationalparkverordnung an die Landratsämter der Landkreise Regen und Freyung-Grafenau weiter, die für die Ordnungswidrigkeitsverfahren zuständig sind.
Daneben bieten sie auch Führungen an. Eine weitere Aufgabe der Ranger ist es, die Begehbarkeit der Wege und die Sicherheit der Besuchereinrichtungen zu kontrollieren sowie bei Forschungs- und Monitoring-Projekten mitzuwirken. In Notfällen leisten sie erste Hilfe.

## Bildungseinrichtungen im Nationalpark

### Nationalparkzentren

#### Nationalparkzentrum Lusen

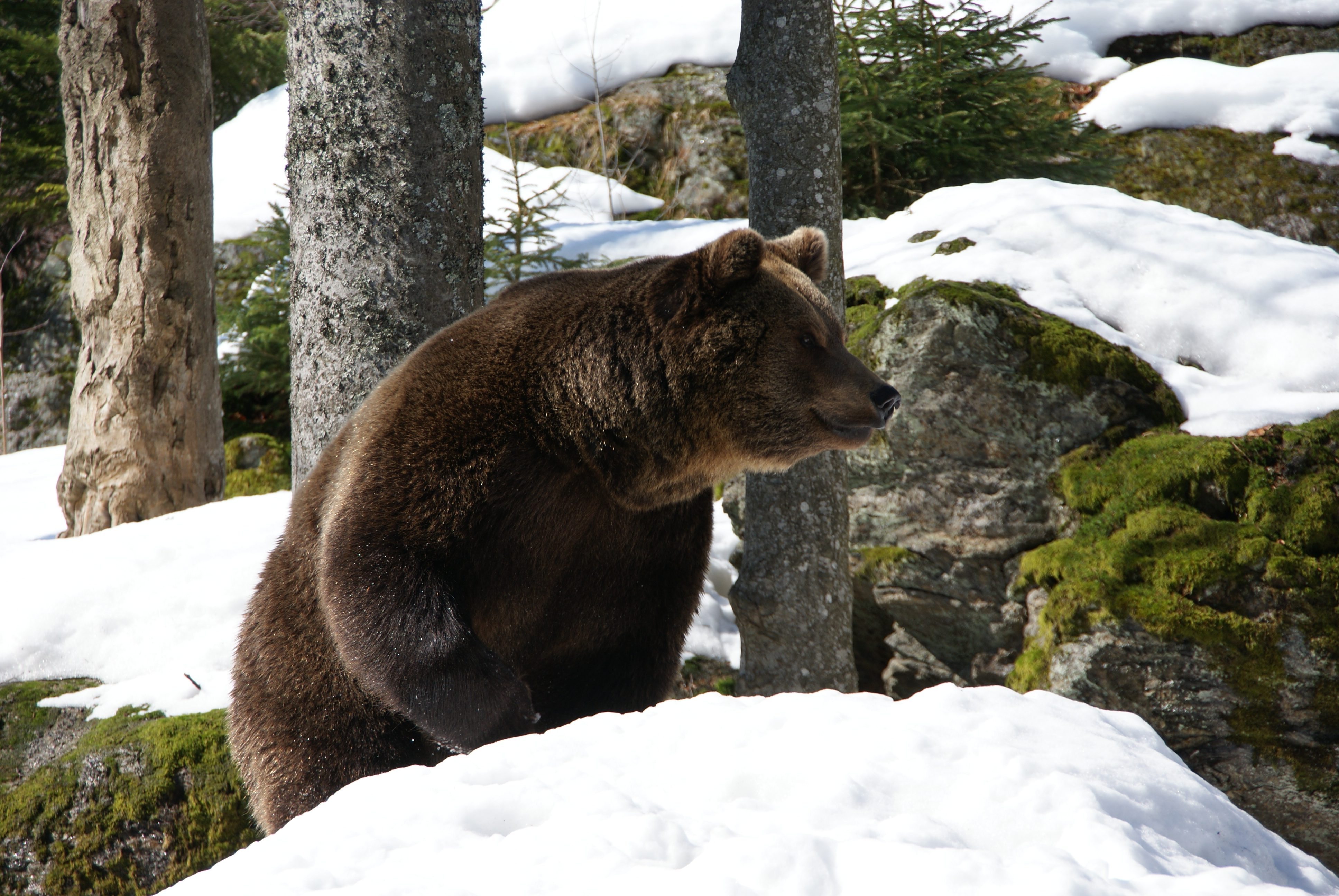
Braunbär

Am 5. Juli 1982 übergab Staatsminister Hans Eisenmann das Informationszentrum bei Neuschönau, heute Hans-Eisenmann-Haus, seiner Bestimmung. Dort ist eine Ausstellung zur Geschichte des Nationalparks zu sehen. In der Nähe des Hans-Eisenmann-Hauses befinden sich der Baumwipfelpfad im Nationalpark Bayerischer Wald sowie ein Tier-, Pflanzen- und Steinfreigelände.
Im Tierfreigelände sind in weiträumigen Gehegen aktuell und ehemals ansässige Tiere wie Fischotter, Kauz, Wildkatze, Luchs, Uhu, Wisent, Elch, Rothirsch, Wildschwein, Braunbär und Wolf in Freigehegen untergebracht.

#### Nationalparkzentrum Falkenstein
In der Nähe von Ludwigsthal befindet sich das 2005 errichtete Infozentrum „Haus zur Wildnis“ des Nationalparks Bayerischer Wald sowie ein 65 ha großes Tierfreigehege. Hier sind seit 2006 heute in Mitteleuropa ausgestorbene Tierarten wie das Wildpferd und das Urrind (Rückzüchtung) zu beobachten, ebenso Wölfe und Luchse.
Der Eintritt in die Nationalparkinformationszentren und die Tierfreigelände ist kostenlos. Allerdings haben Besucher auch keine Garantie, alle Tiere in den weitläufigen Gehegen zu Gesicht zu bekommen. Für die Parkplätze werden Gebühren erhoben. Die Nationalparkzentren können allerdings auch mit den IGEL-Bussen erreicht werden.
In der Nacht auf Freitag, den 6. Oktober 2017 sind sechs Wölfe aus dem Gehege des Nationalparkzentrums Falkenstein bei Ludwigsthal frei gekommen. Ein Wolf wurde bereits in dieser Nacht durch einen Zug auf der in der Nähe vorbeiführenden Waldbahn-Strecke getötet. Die genauen Hintergründe waren zunächst unklar. Mittlerweile verdichteten sich die Hinweise, dass das Tor von Dritten manipuliert wurde. Leider mussten zwei der Tiere getötet werden, da ein Einsatz von Narkosegewehren nicht möglich war. Eine Wölfin tappte in eine der Lebendfallen und befindet sich wieder im Gehege. Gehegewölfe sind wegen der geringeren Scheu für den Menschen gefährlicher als wilde Wölfe, andererseits aber meist zu scheu, um dicht genug mit dem Narkosegewehr herankommen zu können. Die artenschutzrechtliche Ausnahmegenehmigung zum Fang der beiden noch flüchtigen Wölfe lief zum 1. Februar 2018 aus. Die Suche nach ihnen wurde eingestellt.

### Jugendwaldheim
Das bereits 1974 eröffnete Jugendwaldheim bei Neuschönau bietet gegenwärtig 55 Plätze für Schulklassen und Jugendgruppen. Neben seiner Erhaltungsfunktion hat der Nationalpark auch den Auftrag, seine Besucher und insbesondere junge Menschen über natürliche Zusammenhänge zu informieren. Das Jugendwaldheim bietet für Kinder im Grund- und Mittelschulalter ein Standardprogramm an. Für ältere Kinder der Klassen fünf bis acht wurde ein attraktives Programm mit Wanderungen (Felswandergebiet, Lusen, Tierfreigelände), Besichtigungen des Hans-Eisenmann-Hauses und des Baumwipfelpfades und einem Nationalparkerlebnistag ausgearbeitet. In Letzterem sollen die Kinder mit allen Sinnen erfahren, was wilde Natur bedeutet. Sie werden z. B. angehalten, mit verbundenen Augen einen Baum zu umarmen, Geräuschen der Natur zu lauschen und sie zu identifizieren oder die unterschiedlichen Grüntöne der Pflanzen zu malen. Neben dem Standardprogramm können Klassen und Gruppen auch eigene, selbst erarbeitete Projekte realisieren, wenn sie etwas mit dem Nationalpark in Beziehung stehen.

### Wildniscamp
Nach einem etwas anderen Konzept als das Jugendwaldheim wird das Wildniscamp am Falkenstein bei Zwieslerwaldhaus betrieben.
Die Übernachtung erfolgt hier in kleinen Gruppen in Themen- oder Länderhütten.
Das Konzept für Kinder und Jugendliche besteht darin, dass die Kleingruppen während der Aufenthaltsdauer eigenständig Projekte erarbeiten, die im thematischen Zusammenhang mit der jeweiligen Übernachtungshütte stehen. Im Mittelpunkt steht hier die Naturerfahrung und die Vermittlung von Wissen über den Nationalpark.
Ein Aufenthalt ist auch für Gruppen von Erwachsenen oder Familien möglich.

### Lehr- und Erlebnispfade

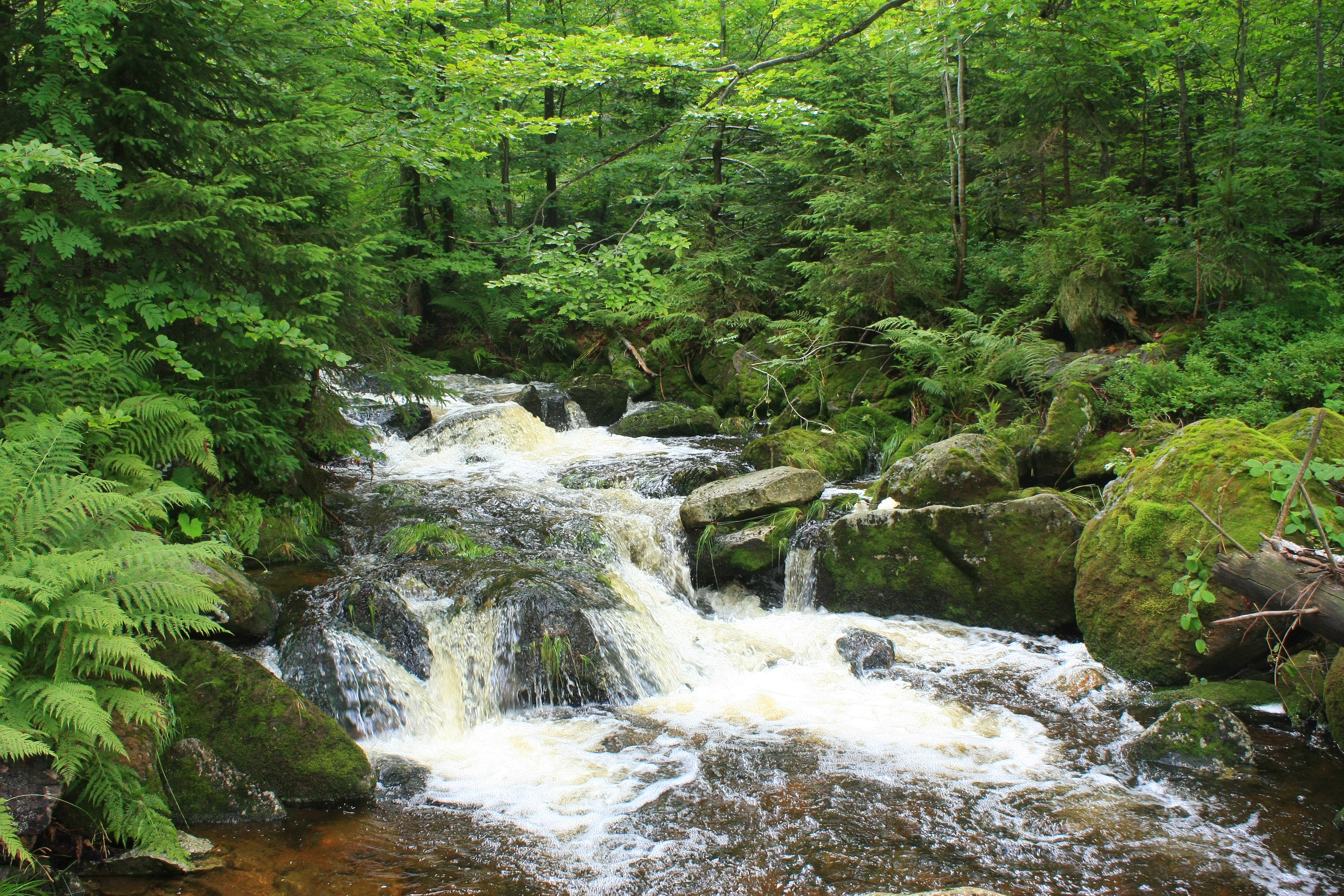
Kleine Ohe

Im Nationalpark existieren folgende Lehr- und Erlebnispfade:
- Aufichtenwaldsteig bei Spiegelau
- Baumwipfelpfad im Nationalpark Bayerischer Wald
- Eiszeitlehrpfad am Rachelsee
- Erlebnisweg Schachten und Filze: Rundwanderweg um den Hochschachten, den Latschenfilz mit dem Latschensee und den Kohlschachten
- Seelensteig am Großen Rachel in der Nähe des Parkplatzes Gfäll: In einem typischen Tannen-Buchen-Fichten-Mischwald wird ein seit 50 Jahren nicht mehr genutzter Wald naturschonend zugänglich gemacht. In Texttafeln werden Gedanken bedeutender Schriftsteller zum Wald mitgeteilt.
- Urwald-Erlebnisweg im Hans-Watzlik-Hain bei Zwieslerwaldhaus
- Waldgeschichtlicher Lehrpfad bei Finsterau
- Wildbachlehrpfad an der Kleinen Ohe beim Lusen

### Waldspielgelände
Nach dem Motto Spielend die Natur begreifen bietet das Waldspielgelände bei Spiegelau in einem 50 Hektar großen parkartigen Waldgelände zahlreiche Spielplätze, einen Naturerlebnispfad und eine Waldwiese mit Grillmöglichkeit.

## Mensch und Wald
In der Einstellung des Menschen zum Nationalpark Bayerischer Wald können zwei diametral unterschiedliche Sichtweisen identifiziert werden.

### Traditionelle Sichtweise
Nach der traditionellen Sichtweise, die immer noch von vielen älteren Bewohnern der Region geteilt wird, gilt Urwald als eine gefährliche und bedrohliche Wildnis. Er stehe in einem absoluten Gegensatz zu den Werten der Zivilisation und müsse demnach im Zaum gehalten werden.
Lange Jahrhunderte haben die Bewohner des Bayerischen Waldes, genannt Waidler, vom Wald gelebt (Brenn- und Bauholz, Glas, Pottasche, Jagd, Sammeln von Beeren und Pilzen etc.), durch Rodungen mühsam den Urwald zurückdrängt und das „Raubzeug“, also Wölfe, Bären, Luchse etc., das in ihren Vorstellungen die ungezähmte Wildnis repräsentierte, ausgerottet. Deshalb kam die Einrichtung des Nationalparks und mehr noch die Einstellung der Forstwirtschaft einer Kulturrevolution gleich. Für viele ältere Bewohner der Region gleicht der wilde, so ganz und gar nicht geordnete Wald einem „Sauhaufen“. Hier spielen auch christliche Vorstellungen wie das Gebot „Macht euch die Erde untertan“ in der sehr gläubigen Region eine wichtige Rolle.

### Moderne Sichtweise

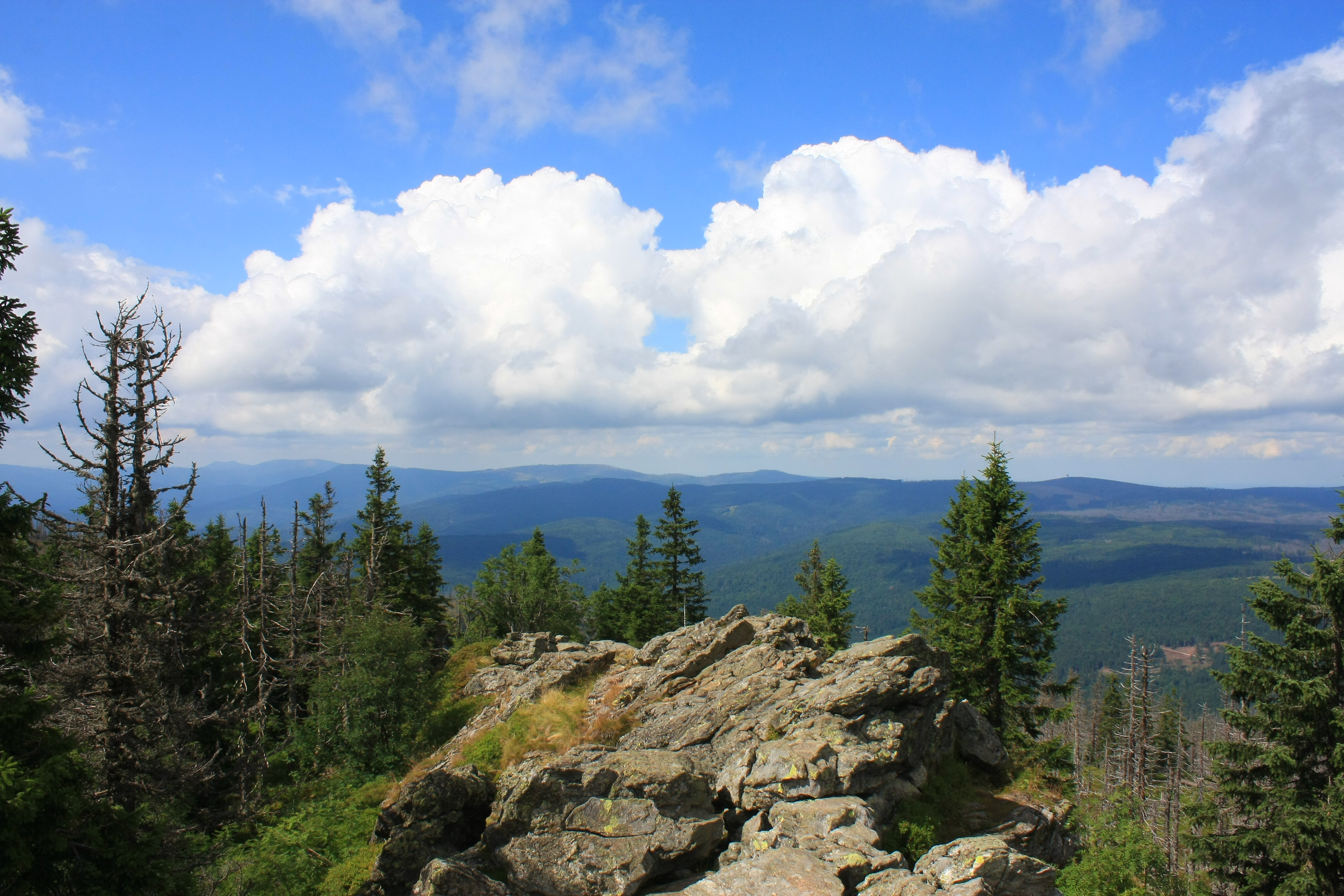
„Waldwoge hinter Waldwoge“, Blick vom Rachel in Richtung Arber

Im 19. Jahrhundert tauchten – inspiriert von der Romantik – erstmals Sichtweisen auf, die die Schönheit des alten Hochwaldes mit seinen riesigen uralten Baumgestalten betonten. Hier ist insbesondere das Werk des Schriftstellers Adalbert Stifter (1805–1868) zu nennen. Das folgende Zitat stammt aus einer Beschreibung des Bayerischen Waldes:

„Waldwoge steht hinter Waldwoge, bis eine die letzte ist und den Himmel schneidet. Grossartig ist es, wenn Wolkenberge an dem Himmel lagern, und mit blauen Schattenflecken dieses Waldmeer unterbrechen. Kann man eine herrliche Alpenansicht ein schwungvolles lyrisches Gedicht nennen, so ist die Einfachheit dieses Waldes ein gemessenes episches.“

Da der wilde Hochwald durch die moderne Forstwirtschaft immer mehr reduziert wurde, erschien er jetzt als etwas Wertvolles und Schützenswertes. Zu Beginn des 20. Jahrhunderts wurde erstmals über Forderungen diskutiert, diese alten Wälder unter Schutz zu stellen. Zunächst einmal konnten nur relativ kleine Schutzgebiete ausgewiesen werden. Als dann der Nationalpark 1969 errichtet wurde, war der überwiegende Teil der Urwälder bereits zerstört.
Die moderne Sichtweise wurde zunächst nur von einigen Intellektuellen, Bio- und Ökologen vertreten. Erst seit den 1980er Jahren im Rahmen der Ökologiebewegung und der Diskussionen über das Waldsterben wurde sie zu einem Massenphänomen. Seit dem Jahr 2000 werden Wildnis und Nationalparks von immer mehr Menschen als Ausgleich zu einer übertechnisierten Welt geschätzt. Allerdings hängen in der Nationalparkregion selbst viele Bewohner noch den traditionellen Vorstellungen von Wildnis an.

### Popularklage
Dieser Hintergrund erklärt vielleicht die heftigen Reaktionen in der einheimischen Bevölkerung auf die Untätigkeit der Nationalparkverwaltung beim massiven Borkenkäferbefall in den 1990er Jahren.
Am 17. September 2007 wurde eine Verordnung erlassen, die unter anderem vorsieht, dass bis zum Jahr 2027 75 Prozent des Nationalparkgebiets zu einer Naturzone zu entwickeln sind. Dagegen erhob im Juni 2008 eine Bürgerbewegung eine Popularklage vor dem Bayerischen Verfassungsgerichtshof. Dieser erklärte in seinem Urteil vom 4. März 2009 die Erweiterung der Naturzone als mit der Bayerischen Verfassung vereinbar und das Restrisiko eines Schädlingsbefalls bei den Anwohnern für zumutbar.

## Tourismus
Im Jahr 2007 besuchten nach einer Studie von Hubert Job 760.000 Menschen den Nationalpark. Davon waren 511.000 Besucher, also 67 %, Übernachtungsgäste, und 249.000, also 33 %, Tagesgäste. Damit ist der Nationalpark die am häufigsten besuchte Attraktion des Bayerischen Waldes insgesamt. Mit Ausnahme von Bodenmais weisen die unmittelbar an den Nationalpark angrenzenden Gemeinden der Landkreise Regen und Freyung-Grafenau deutlich höhere Übernachtungszahlen auf als die weiter entfernt liegenden.
96,1 % der Besucher kommen aus Deutschland, 3,9 % aus dem Ausland. 28 % der erfassten Besucher, vor allem die Tagesgäste, kommen aus der unmittelbaren Umgebung des Nationalparks.
Für 45,8 % der Besucher spielt die Existenz des Nationalparks eine große oder sehr große Rolle bei ihrer Entscheidung, das Gebiet zu besuchen. Für 54,2 % spielt sie keine Rolle. Der Anteil der eigentlichen Nationalparktouristen, für die die Existenz des Parkes eine wichtige Rolle spielt, ist bei den Übernachtungsgästen etwas höher als bei den Tagesgästen (72 % Nationalparktouristen zu 63 % Nichtnationalparktouristen bei den Übernachtungsgästen, 28 % Nationalparktouristen zu 37 % Nichtnationalparktouristen bei den Tagesgästen).
Besucher des Nationalparks sorgten im Jahr 2007 für einen Nettoumsatz von 24 Millionen Euro, von dem vor allem das Beherbergungsgewerbe profitiert.
Von den befragten Touristen verneinten 66,3 % die Aussage „Die Borkenkäferentwicklung schadet dem Tourismus“. Damit stehen sie der aktuellen Waldentwicklung aufgeschlossener gegenüber als lokale Unternehmer, die der obigen Aussage zu 46,0 % zustimmten. Je mehr die Touristen von den Aufgaben eines Nationalparks und die Rolle des Borkenkäfers im Waldökosystem wissen, desto eher befürworten sie es, den Borkenkäfer nicht zu bekämpfen.

### Ferienregion Nationalpark Bayerischer Wald
Nachdem einige Lokalpolitiker der Nationalparkgemeinden und Teile der Beherbergungsbetriebe dem Nationalpark in den 1990er Jahren eher ablehnend gegenübergestanden hatten, erkannten sie bald das touristische Potenzial. Anfangs entstanden die Zweckverbände Zwieseler Winkel und Nationalparkgemeinden. Nach einem Neustrukturierungsprozess wurde 2014 aufbauend auf diesen kommunalen Zusammenschlüssen die Ferienregion Nationalpark Bayerischer Wald GmbH gegründet. Diese Organisationsform ist nicht nur für das überregionale Marketing und die Präsentation der Region vor Ort zuständig, sondern auch für den Betrieb der Tourismusinformationen der Mitgliedskommunen Aktuelle Mitglieder sind die Gemeinden Bayerisch Eisenstein, Eppenschlag, Frauenau, Hohenau, Kirchdorf i. Wald, Langdorf (bis 31. Dezember 2021), Lindberg, Mauth, Neuschönau, Sankt Oswald-Riedlhütte, Schönberg und Spiegelau sowie die Stadt Zwiesel.

### Nationalpark-Verkehrskonzept Bayerischer Wald

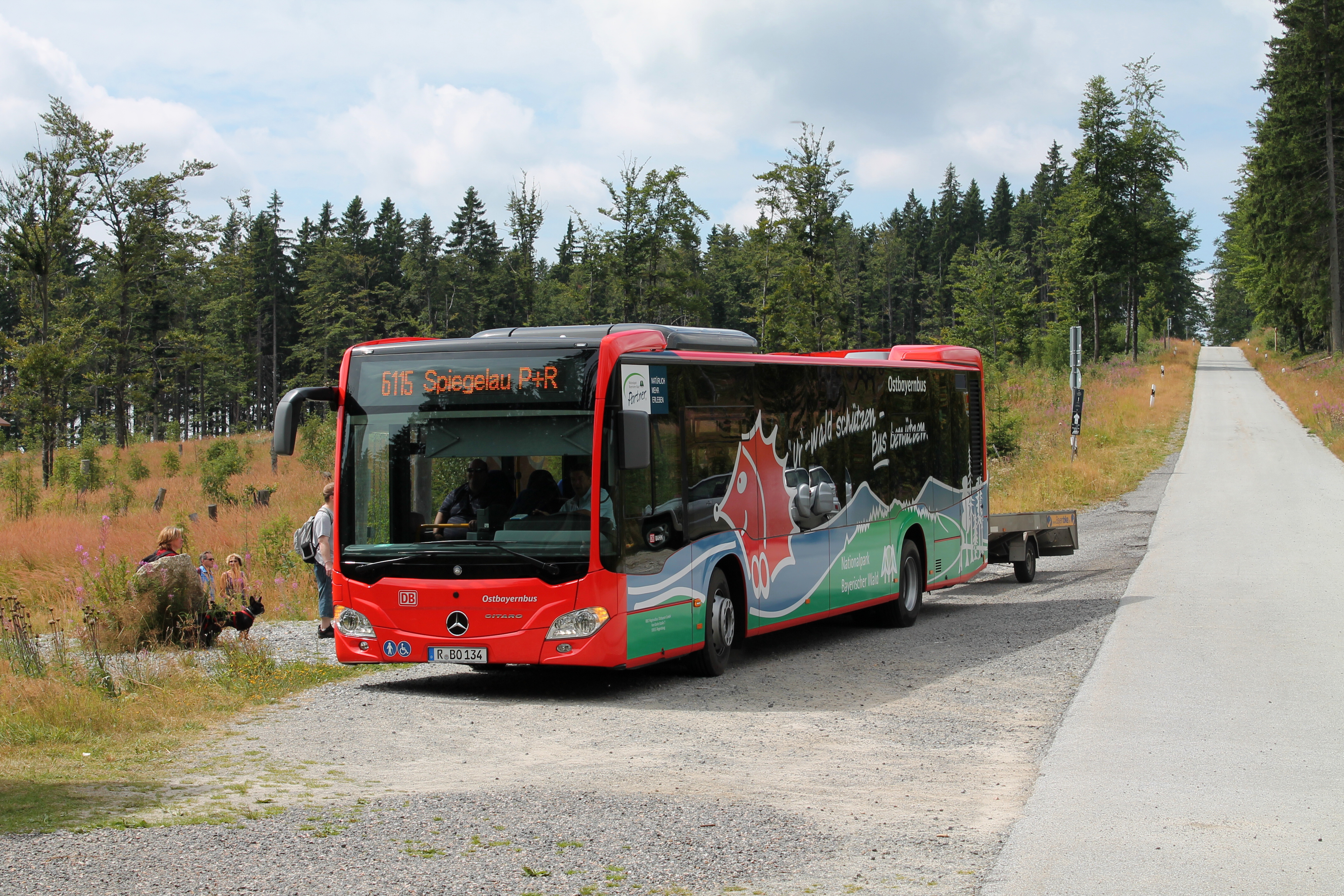
Igelbus mit Fahrradanhänger in der Nähe von Finsterau

Das Nationalpark-Verkehrskonzept Bayerischer Wald soll autofreien Tourismus im Nationalpark ermöglichen. In den Sommermonaten sowie während der Haupturlaubszeit im Winter werden viele Wandererparkplätze des Nationalparks im Stunden- oder Halbstundentakt von den Igelbussen angefahren, während einige Straßen zu Ausgangspunkten für Wanderungen im Park für den Autoverkehr gesperrt sind – und somit den Bussen und Fahrrädern vorbehalten sind. Die Verbindung zwischen den größeren Gemeinden wird vor allem durch die Waldbahnstrecken Zwiesel-Grafenau und Zwiesel-Bayerisch Eisenstein sowie die Ilztalbahn Passau–Freyung ermöglicht. Im Bahnhof Zwiesel wurde ein Taktknoten im Rahmen eines integrierten Taktfahrplans aller Waldbahnstrecken eingerichtet. Ein Flaschenhals ist gegenwärtig die Strecke Zwiesel-Grafenau, die mangels Signalanlagen und Kreuzungsmöglichkeiten nur im Zweistundentakt befahren werden kann.
Neben dem Fahrtangebot wurde in den 1990er Jahren das Bayerwald-Ticket eingeführt. Im Mai 2010 wurde das Gästeservice-Umwelt-Ticket (GUTi) eingeführt. Dieses ermöglicht Übernachtungsgästen die kostenlose Nutzung von Bus und Bahn im Gültigkeitsbereich des Bayerwald-Tickets. Am GUTi nehmen alle Mitgliedsgemeinden der Ferienregion Nationalpark Bayerischer Wald sowie weitere Kommunen wie Grafenau, Regen, Bodenmais oder Lam teil. Es ist Teil des Nationalpark-Verkehrskonzept Bayerischer Wald.
Seit Einführung des GUTi sind die Fahrgastzahlen deutlich gestiegen. Auf der Bahnstrecke Zwiesel–Grafenau stieg die Auslastung nach der Einführung des GUTis auf 80 bis 100 %. Das Verkehrsangebot wurde ausgeweitet und Haltestellen wurden saniert.

## Trivia
Am 29. März 2023 kam es im Nationalparkzentrum Lusen zu einem Flugzeugabsturz. Bei dem Unglück stürzte ein einmotoriges Kleinflugzeug in ein zum Tier-Freigelände gehörendes Waldstück, wobei beide Insassen ums Leben kamen.

## Filmografie
- Der wilde Wald, Dokumentarfilm, 89 Minuten, Deutschland, 2021, von Lisa Eder, mindjazz pictures, EAN-Code: 4042564215236, https://mindjazz-pictures.de/filme/der-wilde-wald/
- Nationalpark Bayerischer Wald. Dokumentarfilm, 45 Min., Deutschland, 1987, von Robert Anzeneder und Jens-Uwe Heins, Produktion: Komplett-Media-GmbH, Grünwald, ISBN 3-89672-488-6, Kurzbeschreibung (Memento vom 30. September 2007 im Internet Archive) des NDR
- Natur erleben im Nationalpark Bayerischer Wald – Neuer Film, der sich mit dem Ökosystem Wald beschäftigt, DVD, Informationen und Vorschau hier: http://www.nationalparkfilm.de/